# Датская архитектура

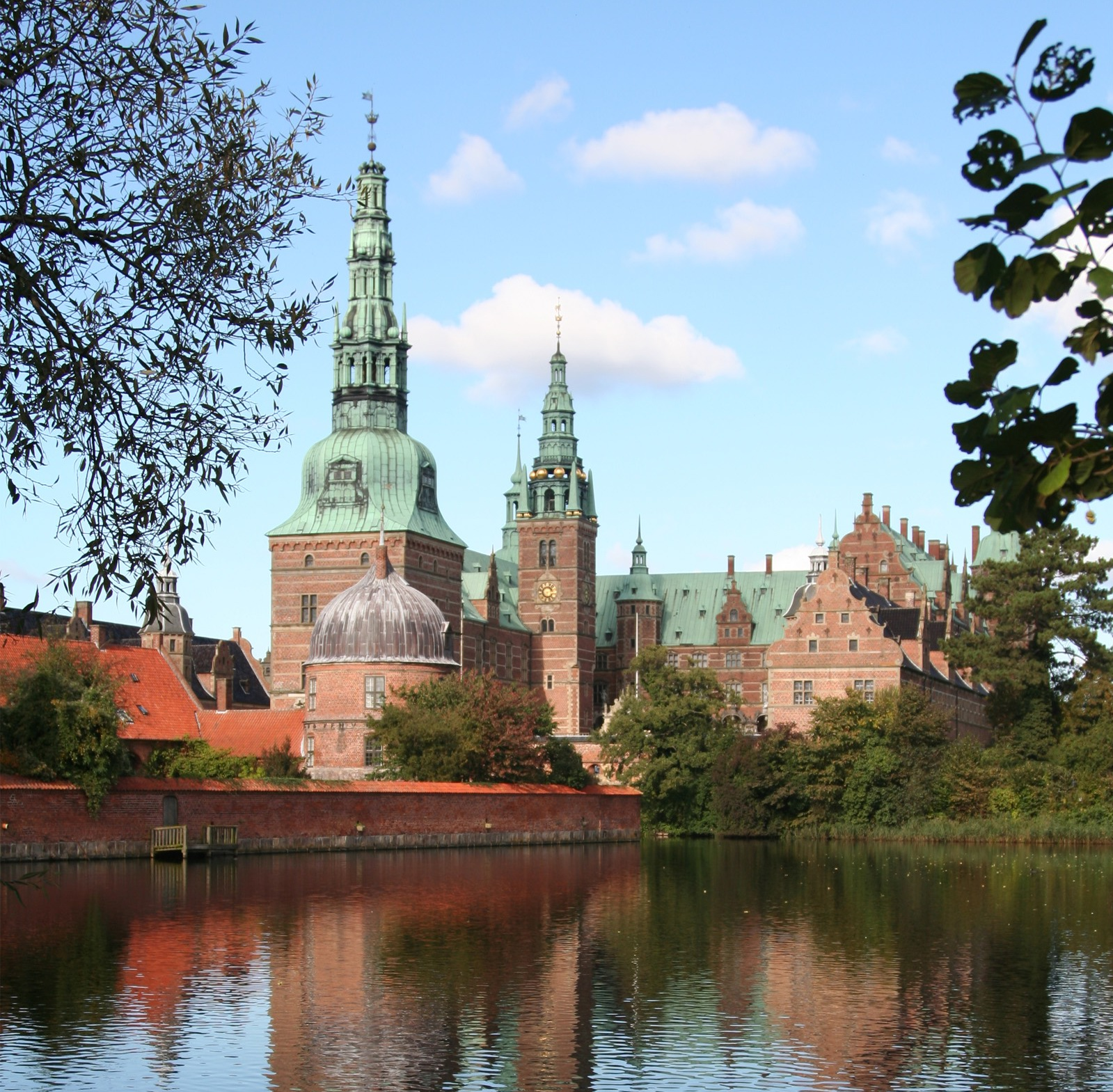
Дворец Фредериксборг в стиле ренессанса, построенный Гансом ван Стенвинкелем Младшим в 1620 году

Архитектура Дании берёт своё начало в Эпоху викингов, о чём свидетельствуют археологические находки. Она прочно утвердилась в Средние века, когда по всей стране появились сначала романские, а затем готические церкви и соборы. Именно в этот период в стране с ограниченным доступом к камню, кирпич стал предпочтительным строительным материалом не только для церквей, но и для укреплений и замков.
Под влиянием Фридриха II и Кристиана IV, оба из которых были вдохновлены замками Франции, голландские и фламандские дизайнеры были привезены в Данию, первоначально для улучшения укреплений страны, но все чаще для строительства великолепных королевских замков и дворцов в стиле Ренессанса. Параллельно Фахверк стал популярным для обычных жилищ в городах и деревнях по всей стране.
В конце своего правления Кристиан IV также стал одним из первых сторонников Барокко, которому суждено было сохраниться в течение значительного времени во многих зданиях как в столице, так и в провинциях. Неоклассицизм первоначально пришёл из Франции, но постепенно был перенят местными датскими архитекторами, которые все активнее участвовали в определении архитектурного стиля. Плодотворный период историзма в конечном счёте слился с национальным романтическим стилем XIX века.
Однако только в 1960-х годах датские архитекторы вышли на мировую арену со своим весьма успешным функционализмом. Это, в свою очередь, вылилось в более поздние шедевры мирового уровня, такие как Сиднейский оперный театр и мост Большой Бельт, что позволило ряду датских дизайнеров получить награды за выдающиеся достижения как внутри страны, так и за рубежом.

## Средние века

### Эпоха викингов

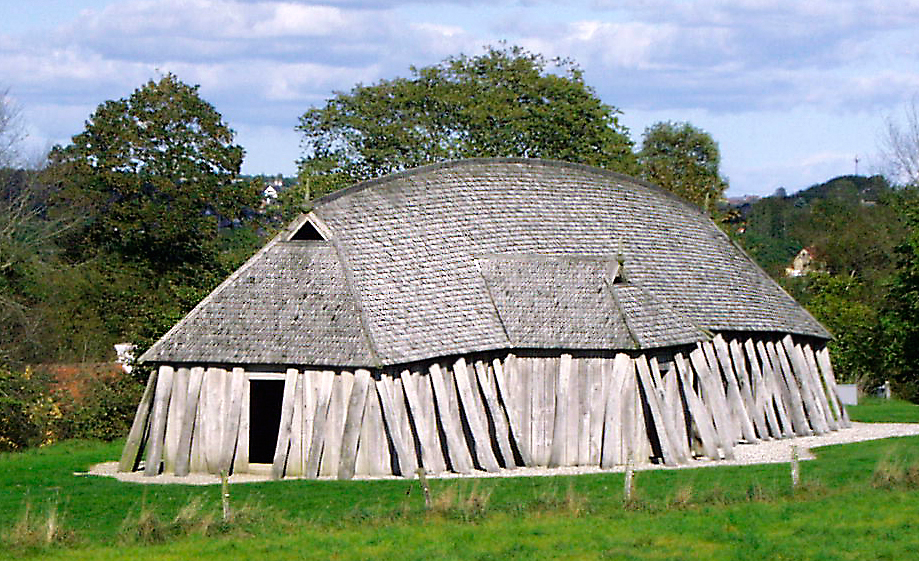
Реконструированный дом викингов, Фыркат

Археологические раскопки в различных частях Дании многое рассказали об образе жизни викингов. Одним из наиболее примечательных мест является Хедебю. Расположенный примерно в 45 км (28 милях) к югу от датской границы, недалеко от немецкого города Шлезвиг, он, вероятно, датируется концом VIII века. Дома считаются одними из самых изысканных жилищ своего времени. Для стен использовались дубовые рамы, а крыши, вероятно, были соломенными.
Кольцевые дома викингов, такие как в Треллеборге, недалеко от Слагельсе на датском острове Зеландия, имеют несколько иную форму, напоминающую корабль, с длинными стенами, выступающими наружу. Каждый дом состоял из большого центрального зала размером 18 м × 8 м (59 футов × 26 футов) и двух комнат поменьше, по одной в каждом конце. Те, что были в Фыркате (около 980 г.) на севере Ютландии, имели длину 28,5 м (94 фута), ширину 5 м (16 футов) на концах и 7,5 м (25 футов) в середине, длинные стены слегка изгибались наружу. Стены состояли из двойных рядов столбов с горизонтально вклинёнными между ними досками. Ряд внешних стоек, наклонённых к стене, возможно, использовались для поддержки здания наподобие контрфорсов.

### Романский стиль

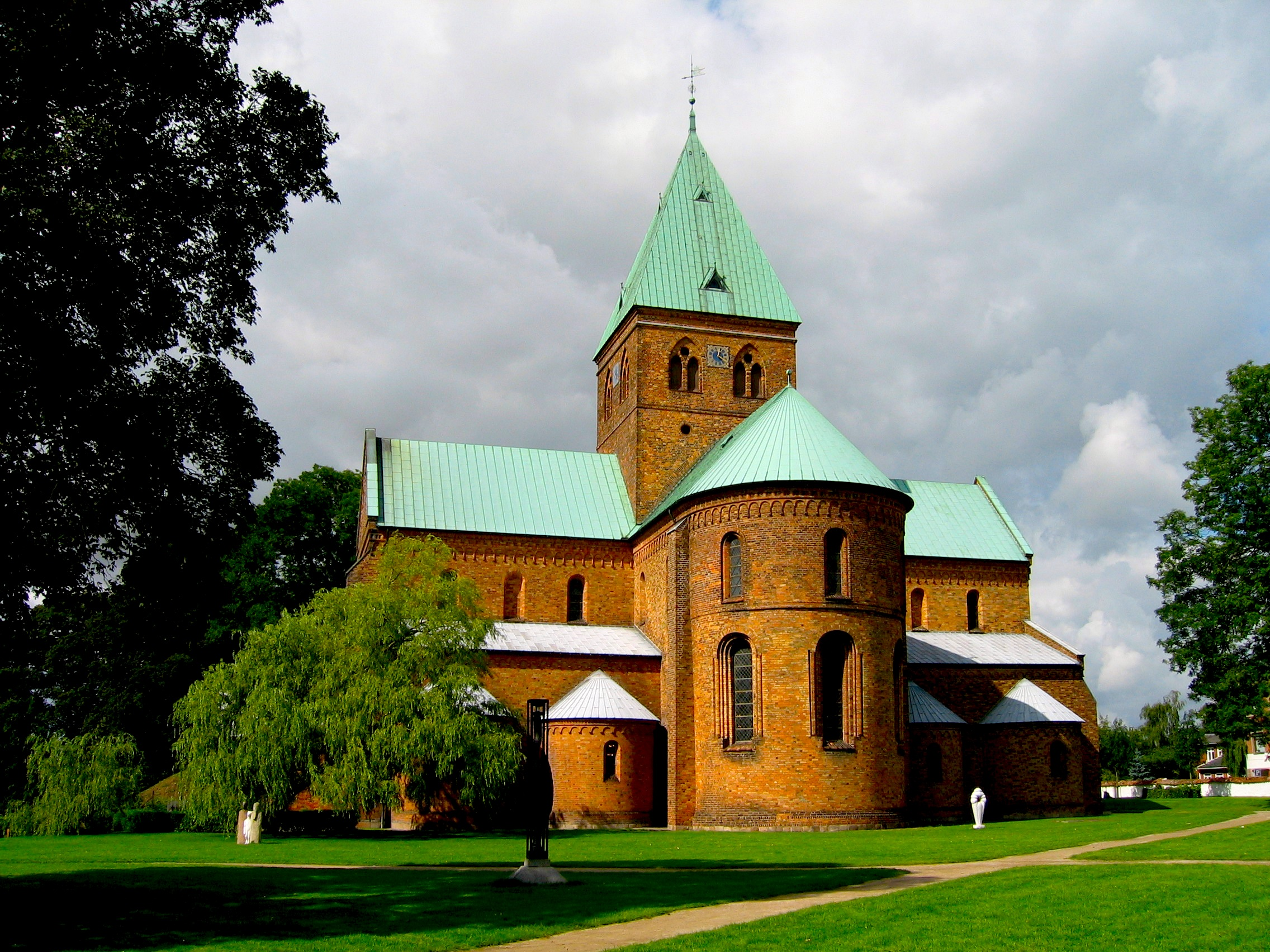
Церковь Святого Бендта в Рингстед, 1170 год

Первые датские церкви IX века были построены из дерева и не сохранились. Сотни каменных церквей в романском стиле были построены в XII и XIII веках. У них были неф с плоским потолком и алтарь с маленькими закруглёнными окнами и круглыми арками. Первоначально предпочтительными строительными материалами были гранитные валуны и известняк, но после того, как в середине XII века производство кирпича достигло Дании, кирпич быстро стал предпочтительным материалом. Среди лучших образцов кирпичных зданий в романском стиле — церковь Святого Бендта в Рингстеде (около 1170 года) и уникальная церковь Богородицы в Калуннборге с её пятью высокими башнями (около 1200 года).
Церковь в Эстерларсе на острове Борнхольм была построена около 1150 года. Как и три другие церкви на острове, это круглая церковь. Трёхэтажное здание поддерживается круглой внешней стеной и исключительно широкой полой центральной колонной.
Строительство Лундского собора в Скании началось примерно в 1103 году, когда регион был частью Королевства Дания. Это был первый из великих датских романских соборов в форме трёхнефной базилики с трансептами. По-видимому, он был связан с более ранними немецкими постройками, хотя есть также следы англо-нормандского и ломбардского влияний. Рибе, в котором был построен Собор Святой Марии (1150—1250) имел тесные торговые контакты с Рейнской областью, так материалы и модели были взяты оттуда.

### Готический Стиль

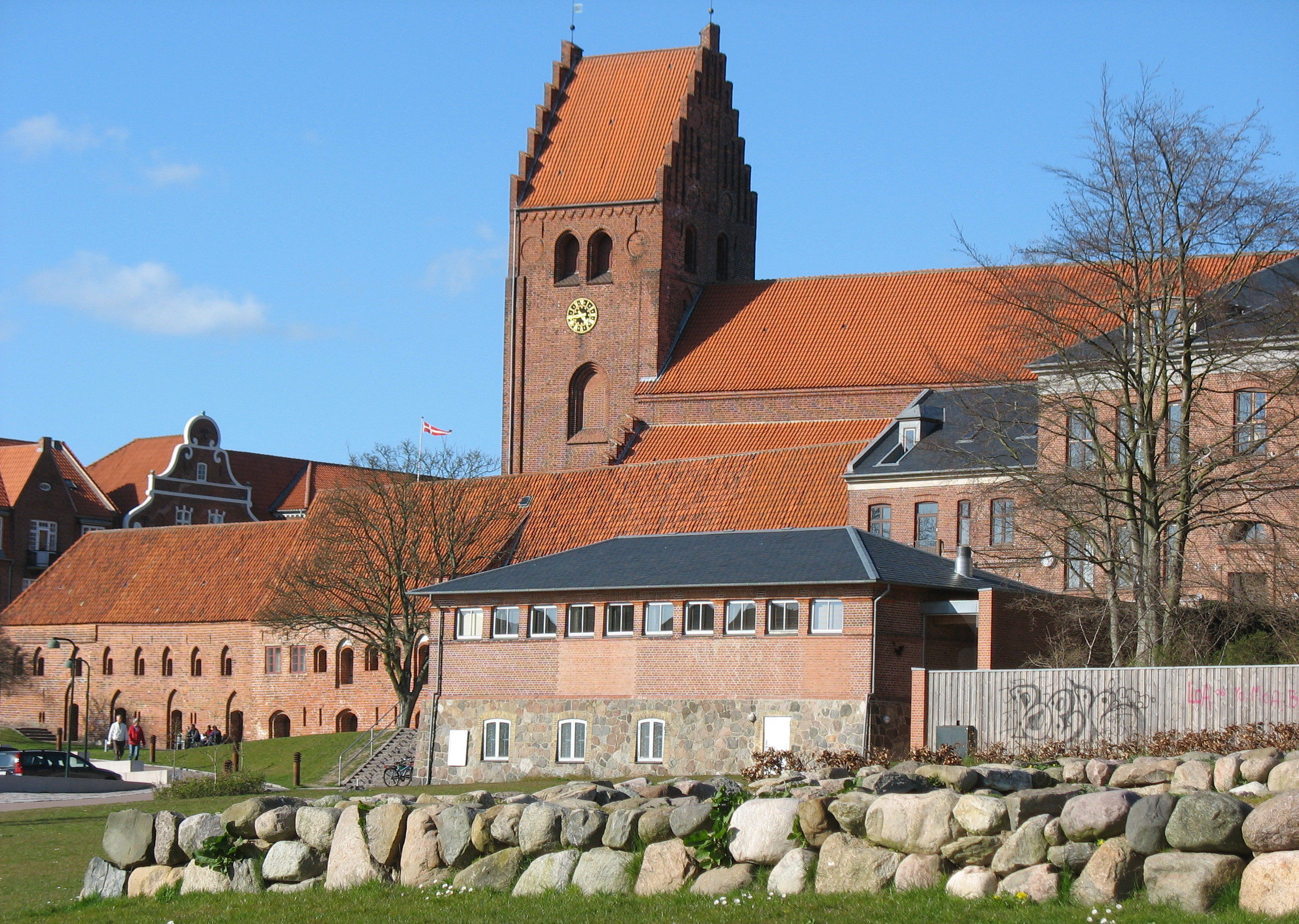
Церковь Святого Петра (Нествед), Нествед (1375)

Ближе к концу XIII века и примерно до 1500 года готический стиль стал нормой, в результате чего большинство старых романских церквей были перестроены или адаптированы к готическому стилю. Плоские потолки были заменены высокими крестовыми сводами, окна увеличены стрельчатыми арками, добавлены часовни и башни, а интерьеры украшены фресками. Предпочтительным материалом был красный кирпич, что можно увидеть в соборе Святого Канута в Оденсе (1300—1499) и церкви Святого Петра в Нестведе. В церкви Святого Канута представлены все черты готической архитектуры: стрельчатая арка, контрфорсы, ребристые своды, повышенное освещение и пространственное сочетание нефа и алтаря.
Хотя большую часть готической архитектуры в Дании можно найти в церквях и монастырях, есть примеры и в светской сфере. Глиммингехус (1499—1506), прямоугольный замок в Скании, явно имеет готические черты. Он был заказан датским дворянином Йенсом Хольгерсеном Ульфстандом, который обратился к услугам Адама ван Дюрена, северогерманского мастера, который также работал над Лундским собором. Здание содержит множество оборонительных сооружений того времени, включая парапеты, фальшивые двери, тупиковые коридоры, бойницы для обливания атакующих кипящей смолой, рвы, разводные мосты и различные другие смертельные ловушки для защиты знати от крестьянских восстаний.

### Фахверковый стиль
В период позднего Средневековья начался медленный переход от традиционных деревянных домов в городах и деревнях к фахверковым постройкам. Одним из старейших в Дании является двухэтажный таунхаус Анны Хвидес Горд в Свендборге на острове Фюн, который был построен в 1560 году. В настоящее время здание является частью музея Свендборга.
В Истаде, расположенном в южном шведском регионе Скания, который ранее был частью Дании, до сих пор сохранилось около 300 фахверковых домов, некоторые из них имеют историческое значение. Старейший сохранившийся фахверковый дом в Дании, построенный в 1527 году, расположен в Кёге на восточном побережье Зеландии.

Старый город в Орхусе, Ютландия, представляет собой деревенский музей под открытым небом, состоящий из 75 исторических зданий, собранных со всех уголков страны. Они включают в себя множество фахверковых домов, некоторые из которых датируются серединой XVI века.

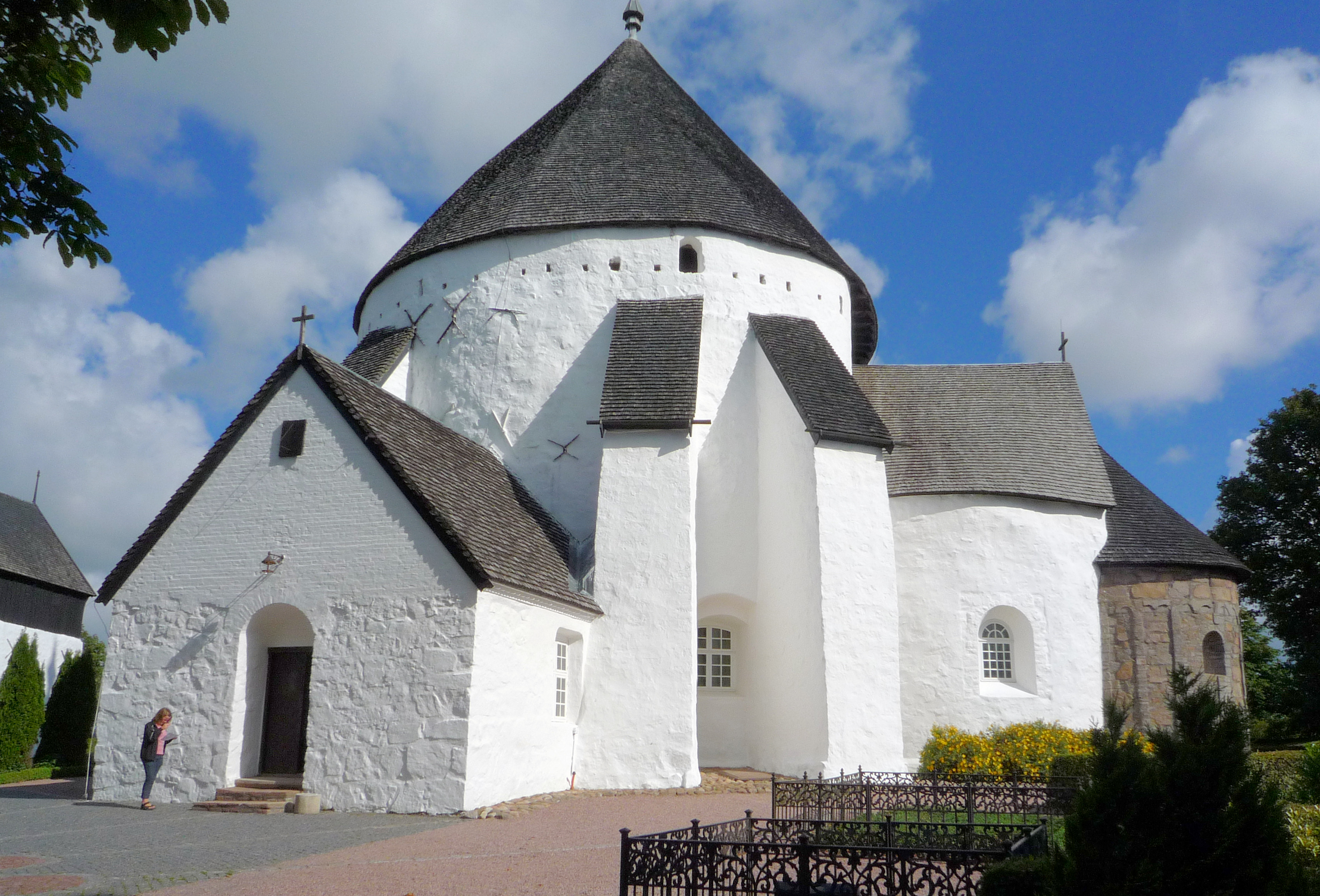
Романская Церковь Эстерларс[англ.], Борнхольм (1150 год)
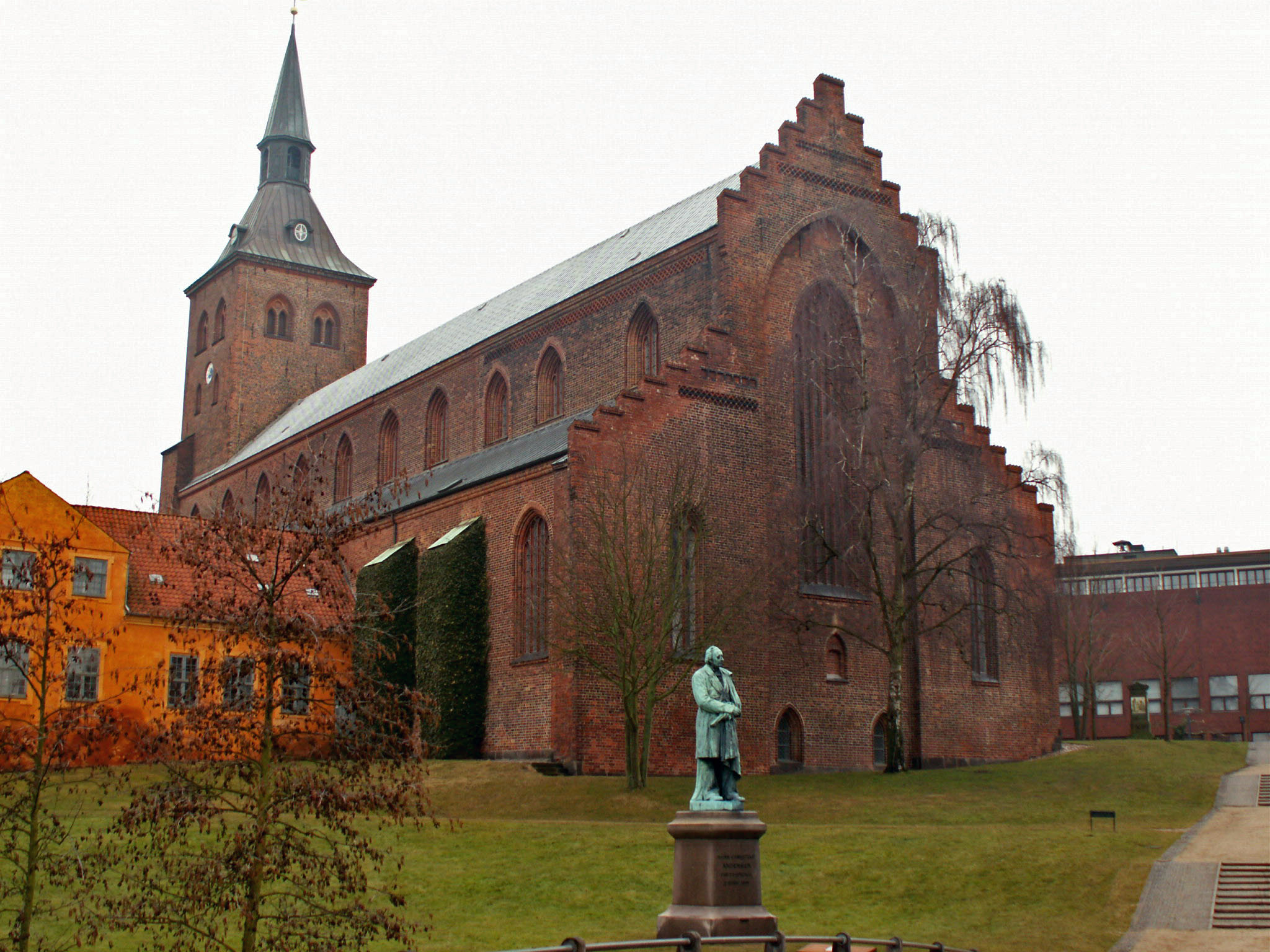
Готический собор Святого Кнуда, Оденсе (1300 год)
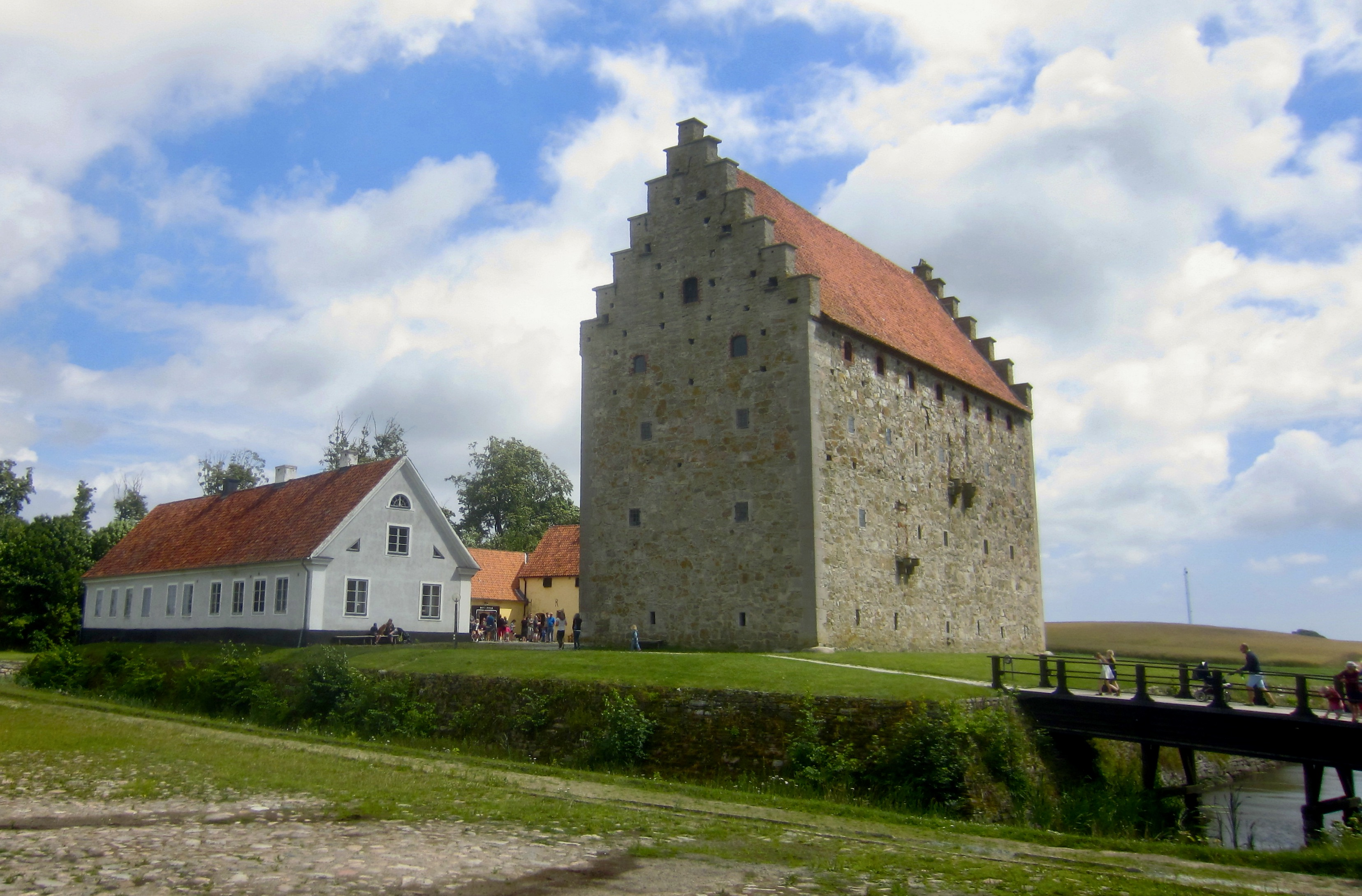
Готический замок Глиммингехус (1506 год)
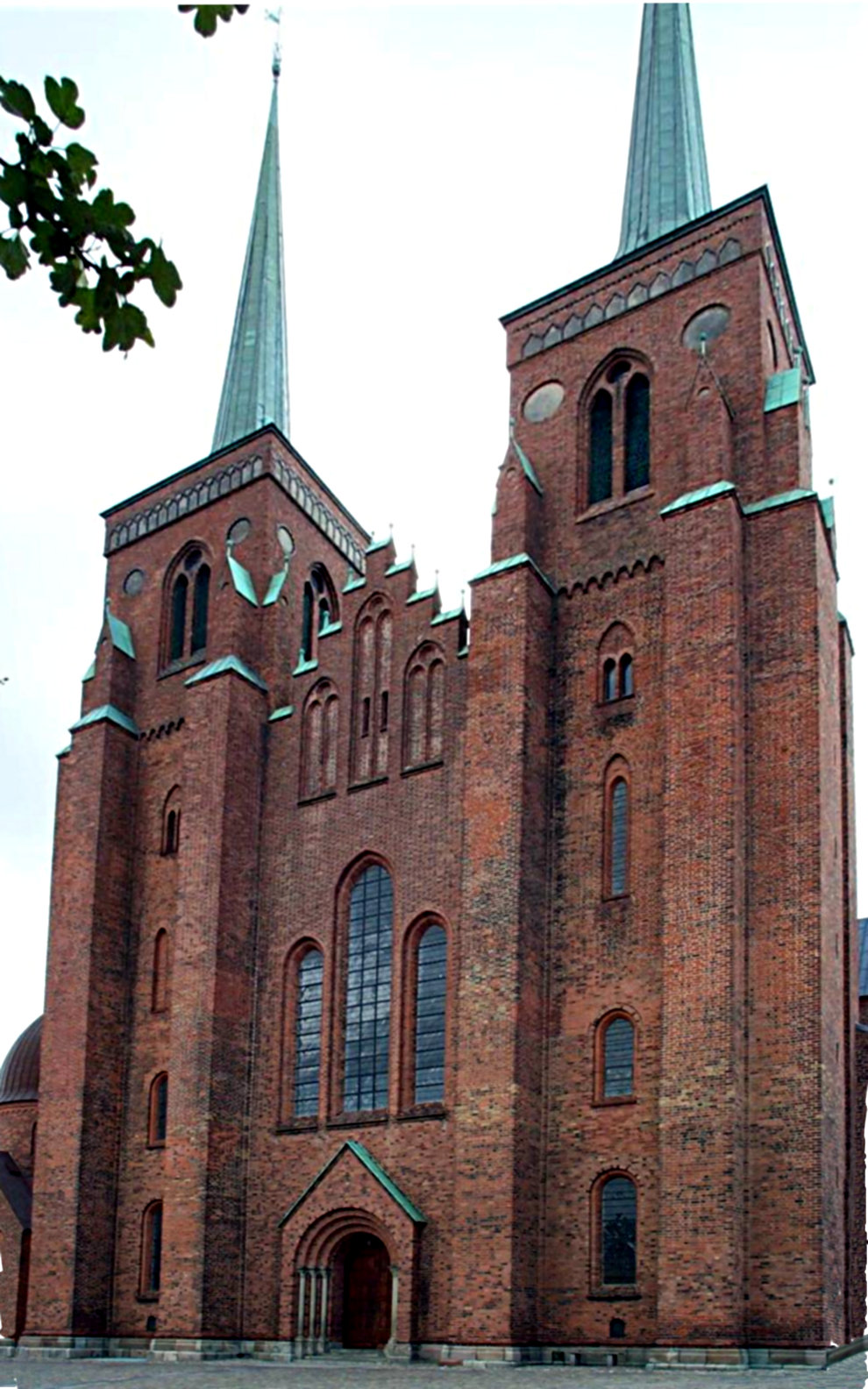
Собор Роскилле с романскими и готическими элементами (1175-1460 год)

## Ренессанс

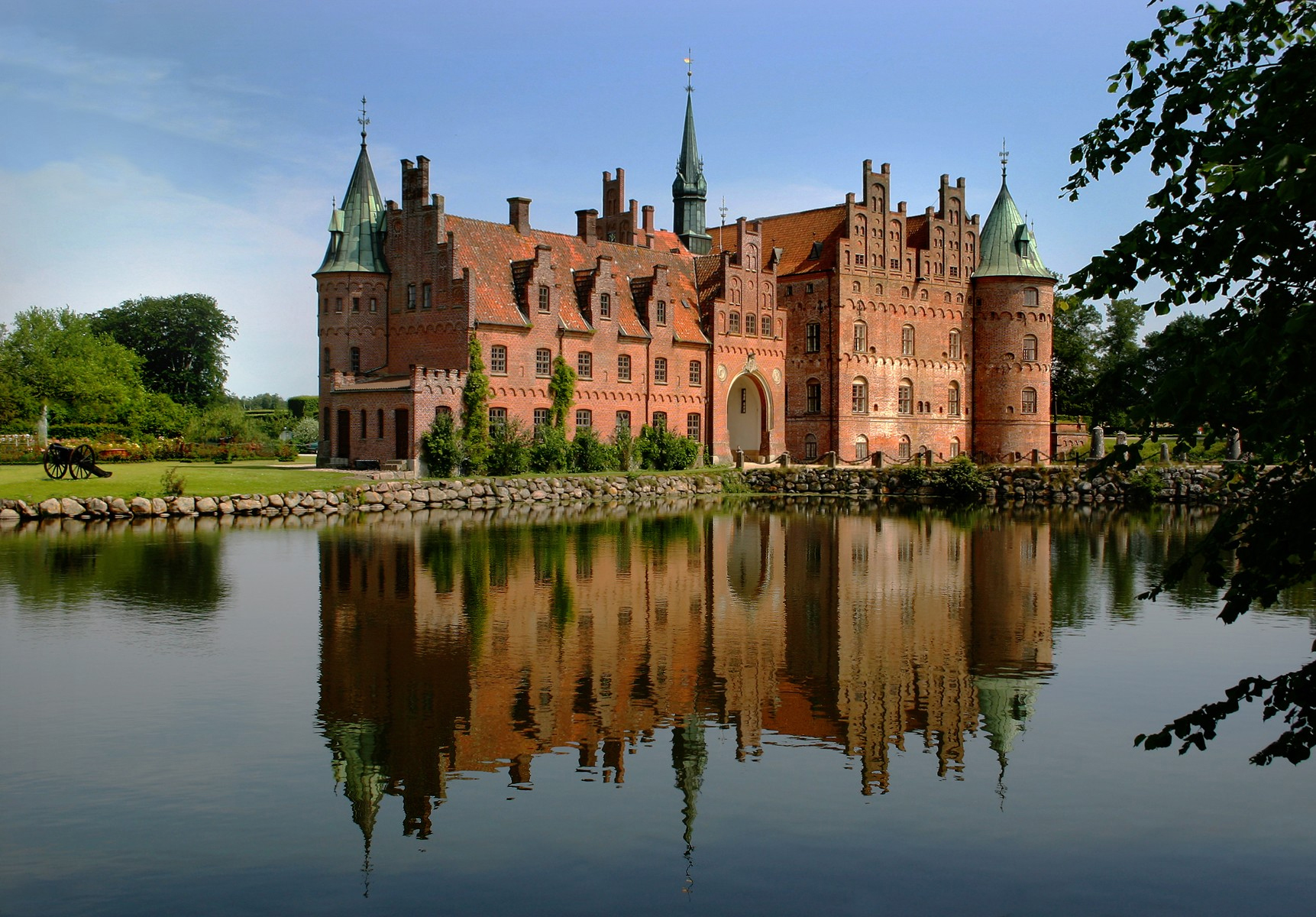
Замок Эгесков на Фюн, построенный в XVI веке.

Архитектура эпохи Возрождения процветала во времена правления Фредерика II и особенно Кристиана IV. Вдохновлённые французскими замками того времени, фламандские архитекторы спроектировали такие шедевры, как замок Кронборг в Хельсингёре и дворец Фредериксборг в Хиллерёде. В Копенгагене замок Розенборг и Бёрсен, являются, пожалуй, самыми замечательными зданиями эпохи Возрождения в городе.
Во время правления Фридриха II замок Кронборг был спроектирован двумя фламандскими архитекторами, Хансом Хендриком ван Пешеном, который начал работы в 1574 году, и Антонисом ван Обберге ном, который закончил их в 1585 году. Построенный по образцу французского трёхкрылого замка, он был окончательно достроен как полноценное четырёхкрылое здание. Замок сгорел дотла в 1629 году, но по приказу Кристиана IV был быстро восстановлен под руководством Ханса ван Стинвинкеля Младшего, сына знаменитого фламандского художника. Он широко признан одним из самых выдающихся замков эпохи Возрождения в Европе и внесён в список Всемирного наследия ЮНЕСКО.
Дворец Фредериксборг в Хиллерёде — самый большой дворец эпохи возрождения в Скандинавии. Кристиан IV приказал снести большую часть первоначального здания Фридриха II, чтобы ван Стенвинкель достроил трёхкрылый замок во французском стиле с низким крылом-террасой вокруг внутреннего двора. Архитектурное выражение и декоративная отделка явно отражают предпочтения голландского Ренессанса, о чём свидетельствуют декоративные порталы и окна и особенно широкие фронтоны в итальянском стиле.

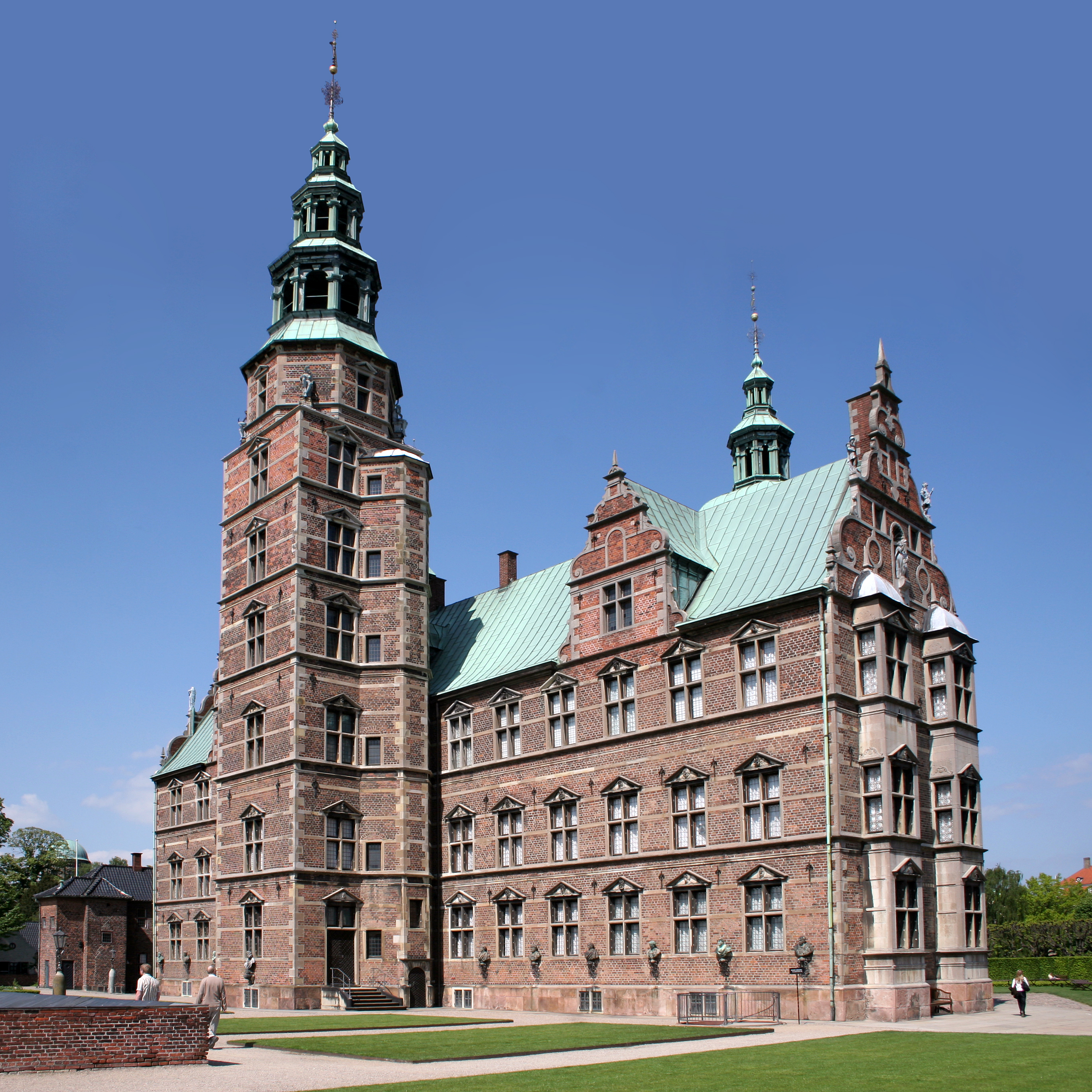
Замок Розенборг, Копенгаген, 1624 год

Замок Розенборг в Копенгагене, также построенный Кристианом IV, является ещё одним примером стиля голландского ренессанса. В 1606 году король впервые приказал построить двухэтажную беседку на участке, который он использовал как парк для отдыха. Затем он решил начать работу над гораздо более амбициозным зданием — замком, который строился поэтапно, пока в 1624 году не был завершен шедевр нидерландского Возрождения. Парк в стиле ренессанса, предшествующий замку, является старейшим королевским садом Дании.
Бёрсен, одна из первых товарных бирж в Европе, была построена при поддержке Кристиана IV в 1618—1624 годах. Она была спроектирована таким образом, чтобы подчеркнуть положение Копенгагена как торгового мегаполиса. Несмотря на то, что здание вдохновлено стилем голландского ренессанса, характерные башни и мансарды на крыше отражают вкус Кристиана IV. Характерный шпиль здания с четырьмя переплетенными драконьими хвостами, увенчанный тремя коронами, символизирует тогдашнее королевство Дания, в состав которого входили Норвегия и Швеция.
В 1614 году Кристиан IV начал работы по строительству тогдашнего датского Кристианстада в Скании, ныне на юге Швеции, завершив многие из его зданий в стиле ренессанса. Особенно впечатляющей является Церковь Святой Троицы (1618—1628), спроектированная фламандско-датским архитектором Лоренцем ван Стинвинкелем. Считается, что это лучший в Скандинавии образец церкви эпохи Возрождения.
Кристиан IV также инициировал ряд проектов в Норвегии, которые в значительной степени были основаны на архитектуре эпохи Возрождения. Он основал горнодобывающие предприятия в Конгсберге и Рёрусе, которые в настоящее время являются объектом Всемирного наследия. После разрушительного пожара в 1624 году город Осло был перенесен на новое место и перестроен как укрепленный город с ортогональной планировкой, окруженный крепостными валами, и переименован в Христианию. Король Кристиан также основал торговый город Кристиансанн, вновь назвав его в свою честь.
В то время как каменные здания становились все более распространенными в качестве городских домов, фермы продолжали быть фахверковыми, иногда в сочетании с одним каменным домом. Обычные люди продолжали жить в фахверковых домах.
Хольбек на северо-западе Силенда начал развиваться ближе к концу средневековья. Процветание достигло пика в XVII веке, когда выращиваемая на месте кукуруза стала продаваться в Германии и Нидерландах. Фахверковые дома, которые сейчас образуют музей, относятся к тому периоду и дают представление о том, как функционировал город в то время.

Датские загородные дома викариев этого периода, как правило, строились в том же стиле, что и фермерские дома, хотя обычно были несколько больше. Прекрасным примером является дом священника Кельструпа близ Кертеминде на северо-востоке Фюн. Сам дом представляет собой крытую соломой фахверковую постройку с большим прямоугольным внутренним двором, окруженным надворными постройками.

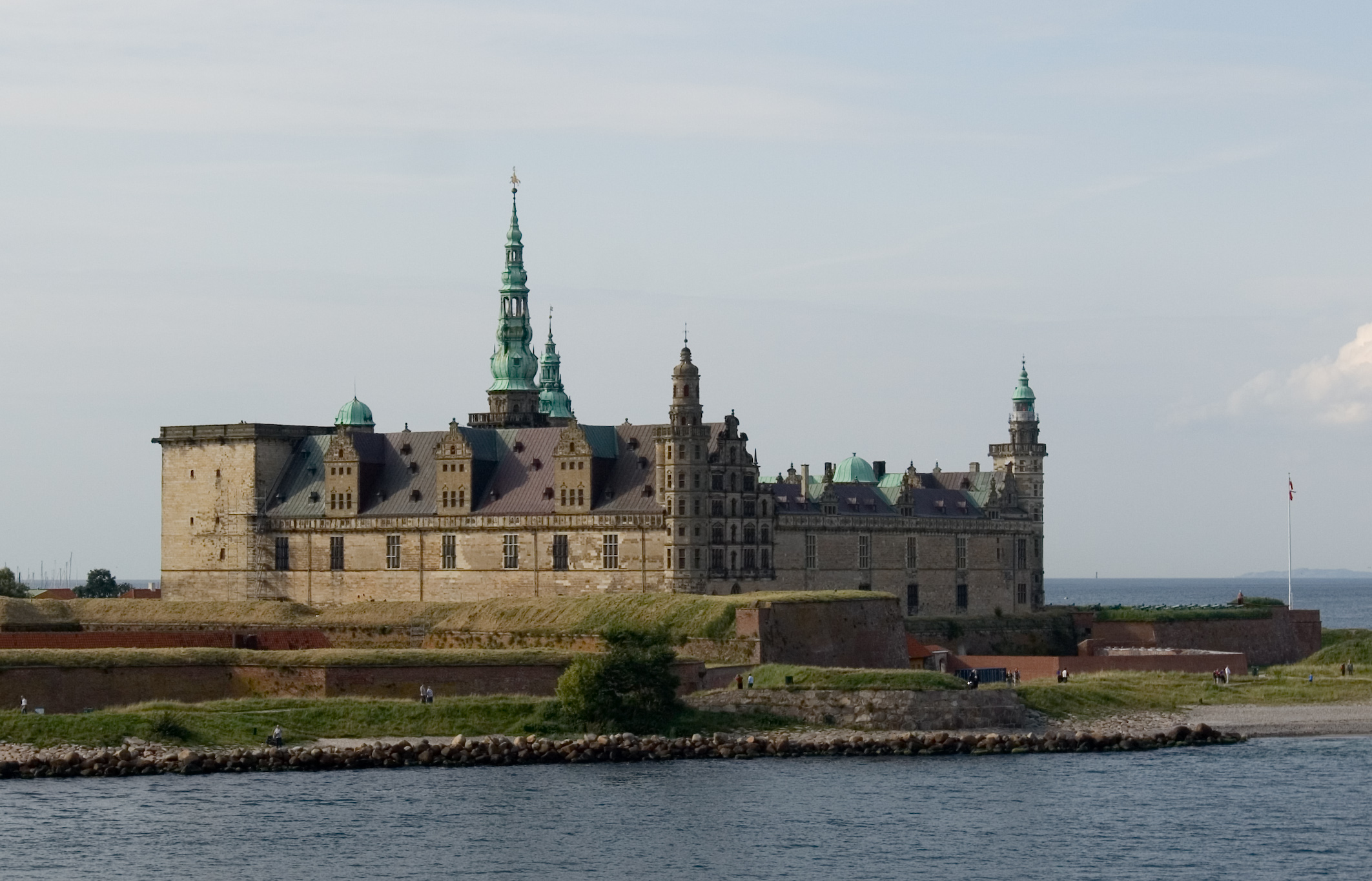
Замок Кронборг, Хельсингер, 1585 год
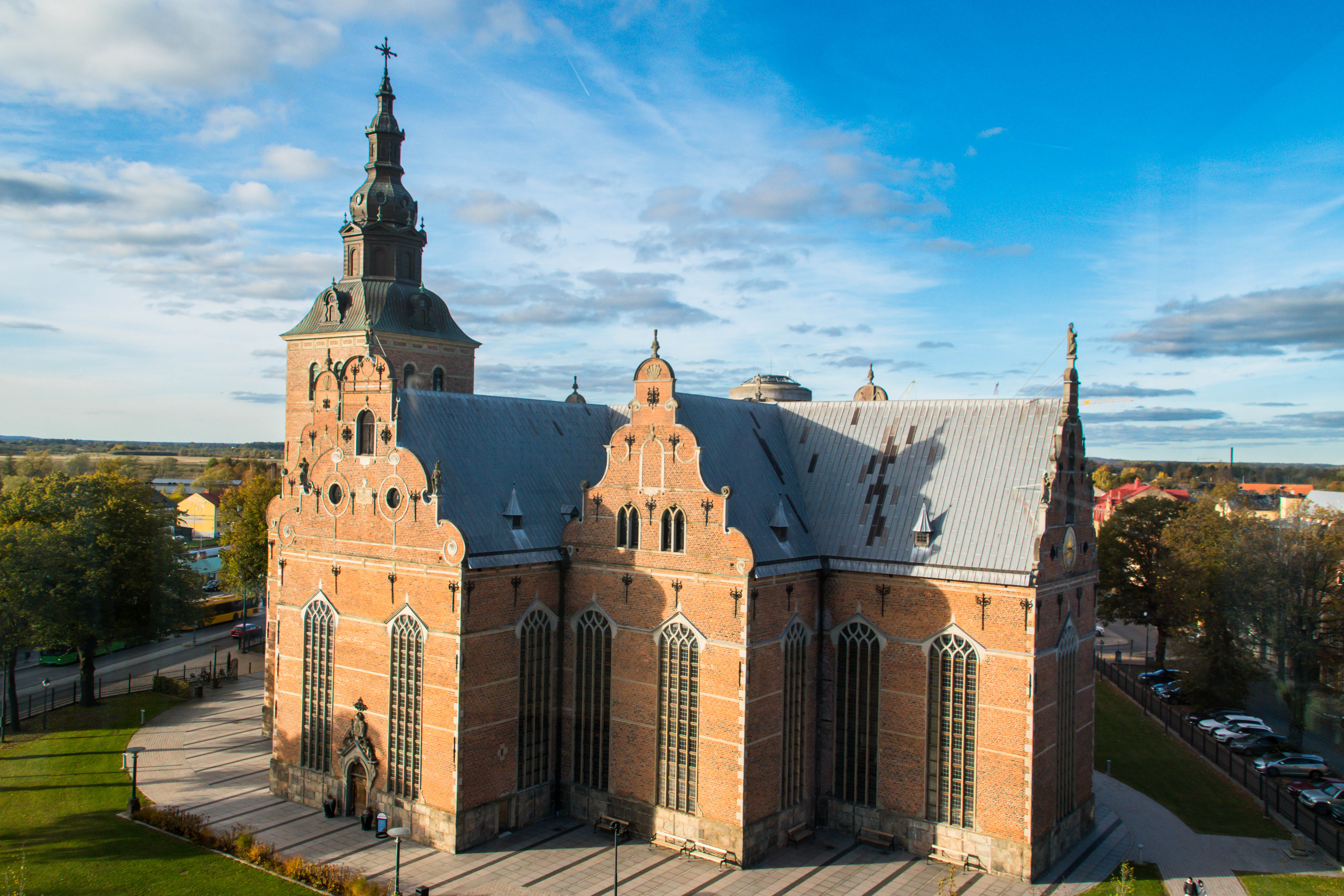
Церковь Троицы[англ.], Кристианстад, 1628 год
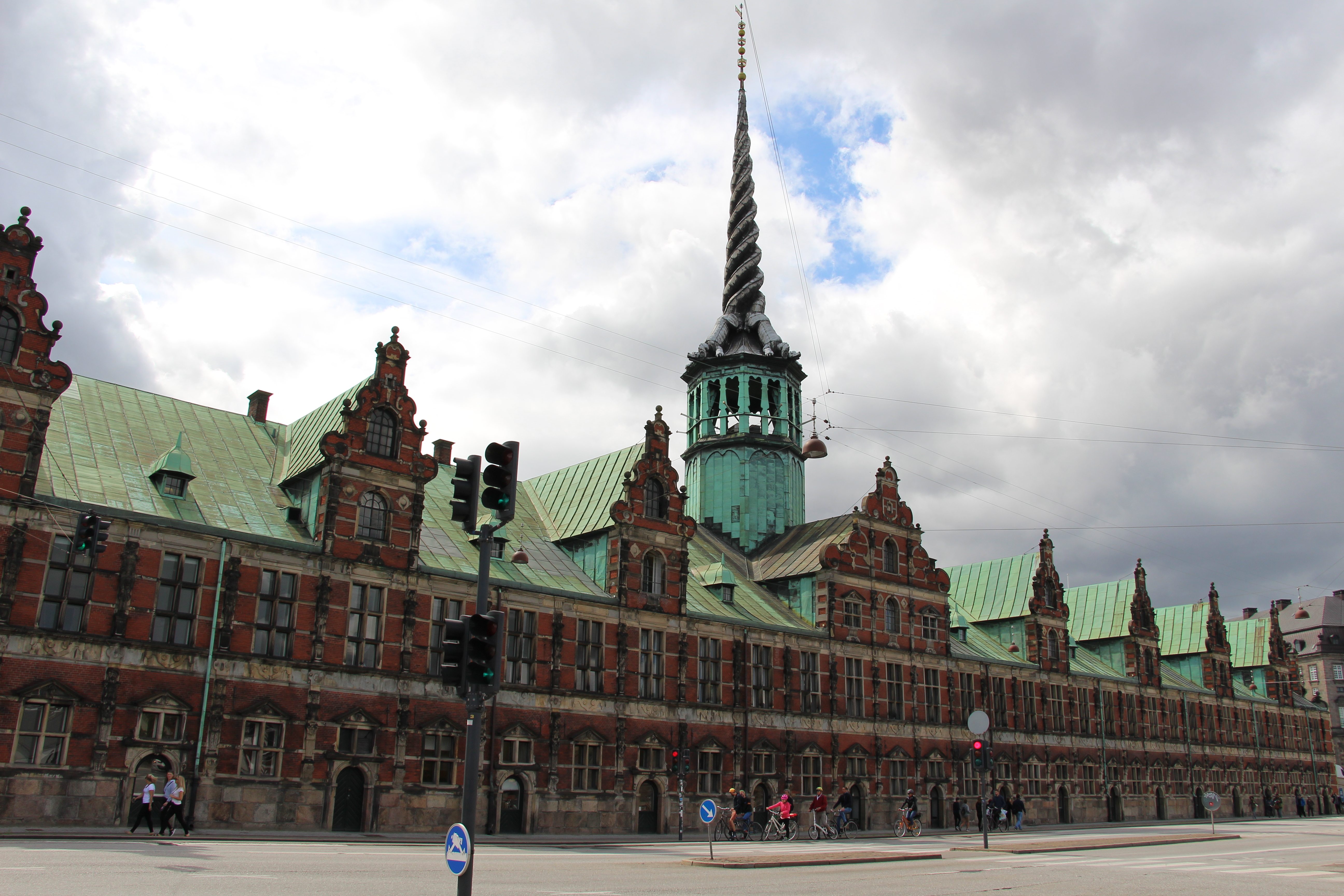
Бёрсен, Копенгаген, 1640 год
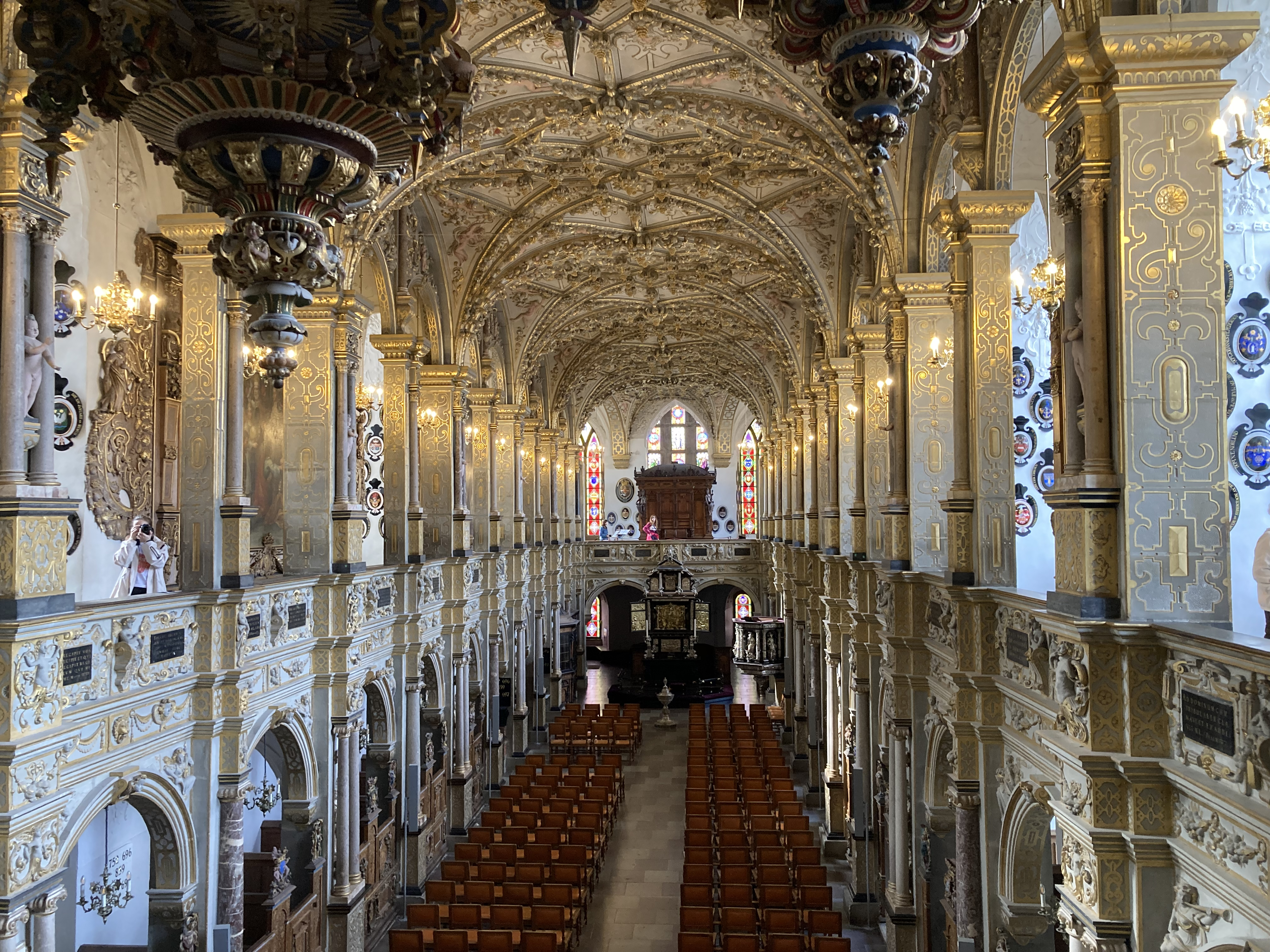
Дворец Фредериксборг, 1620 год
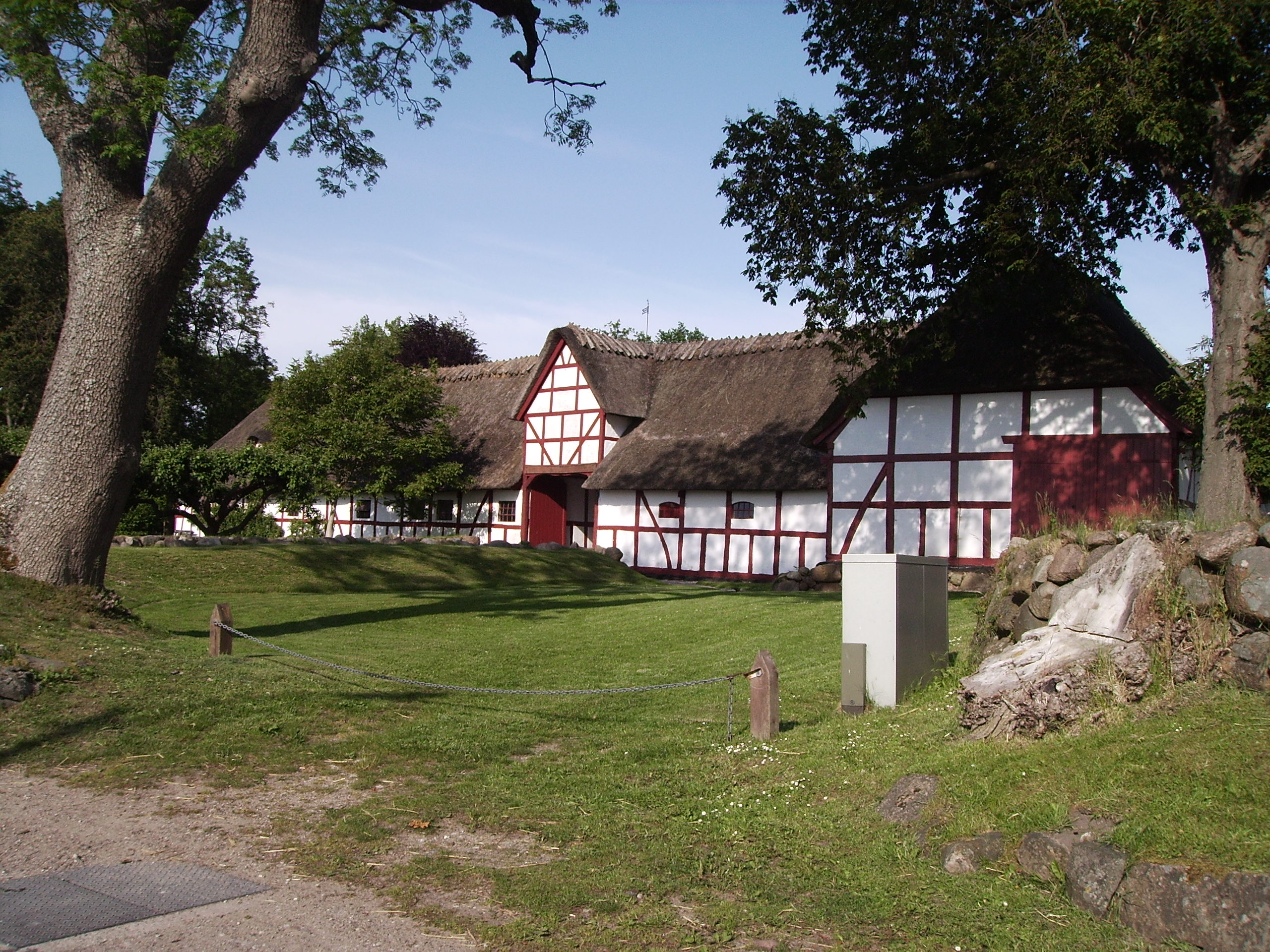
Дом Кельструпа, Кертеминде[англ.]

## Барокко

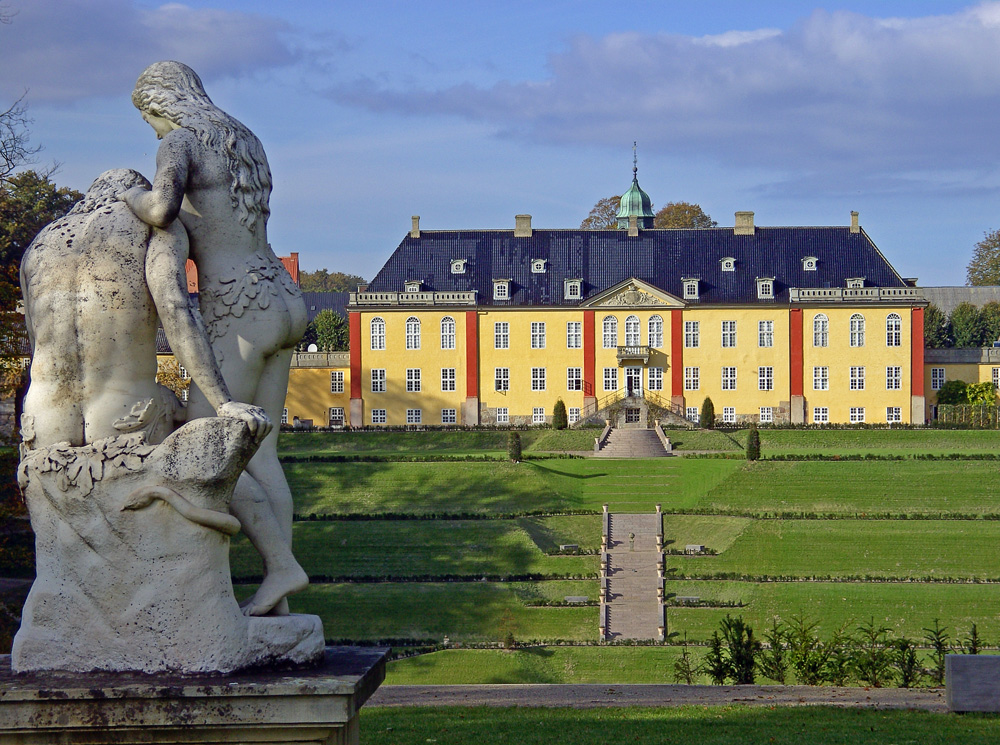
Лауриц де Тура, Ледреборг, Роскилле (1745)

Как и в период Ренессанса, в архитектуре барокко снова преобладало голландское влияние, хотя многие черты были заимствованы из Италии и Франции. Симметрия и регулярность были основными задачами, часто усиливаемыми выступающей центральной секцией на главном фасаде.
Круглая башня Копенгагена также была одним из проектов Кристиана IV после того, как он выделил финансирование для обсерватории, предложенной астрономом Тихо Браге. Под первоначальным руководством Ханса ван Стинвинкеля, который удивительным образом адаптировал дизайн к голландскому барокко, башня высотой почти 40 метров была достроена в 1642 году. Кирпичи, специально заказанные в Нидерландах, были твердосплавного тонкого типа, известного как «маффер» или «моппер». Спиральный пандус длиной 210 метров ведет на вершину, откуда открывается панорамный вид на Копенгаген. Круглая башня — старейшая действующая обсерватория в Европе. До 1861 года она использовалась Копенгагенским университетом, но сегодня любой желающий может наблюдать ночное небо через астрономический телескоп башни зимой.
Поместье Нисе (1673) недалеко от Престё, Силанд, было построено для местного чиновника Йенса Лауридсена. Это был первый загородный дом в стиле барокко в Дании, пришедший на смену более раннему стилю ренессанса. Вдохновение пришло из Голландии, и архитектором, вероятно, был Эверт Янссен.
Одним из выдающихся дизайнеров того времени был датский архитектор Ламберт ван Хейвен, чьим шедевром стала церковь Нашего Спасителя (1682—1696), основная планировка которой основана на греческом кресте. Фасад разделен на сегменты тосканскими пилястрами, простирающимися на всю высоту здания. Другие элементы, такие как характерный штопорный шпиль, однако, не были применены до правления Фредерика V. Именно Лауриц де Тура окончательно завершил строительство в 1752 году.

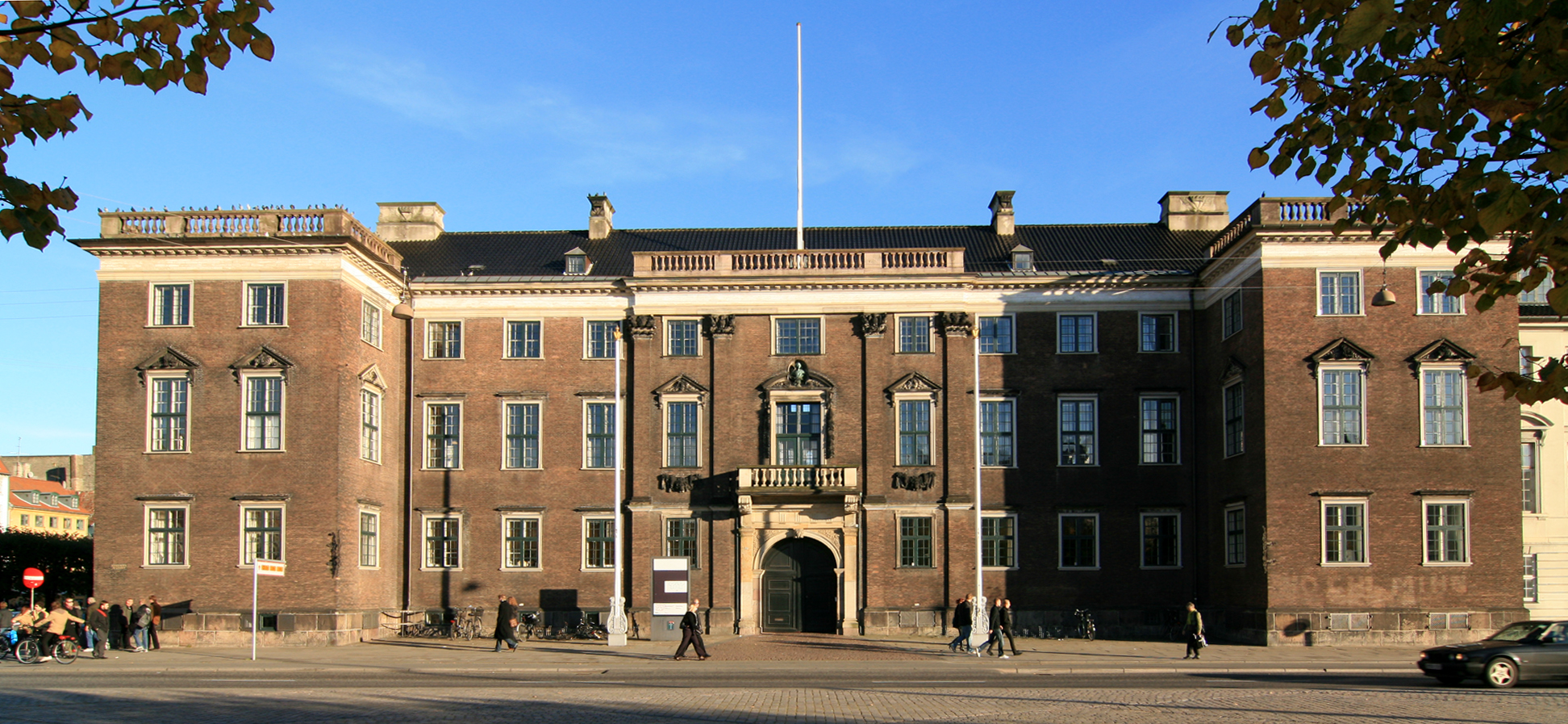
Эверт Яссен, Шарлоттенборг, Копенгаген (1683)

Шарлоттенборг (1672-83), расположенный на Конгенс Нюторв в центре Копенгагена, считается самым важным зданием в стиле чистого барокко, сохранившимся в Дании. Возможно, Ван Хейвен принимал участие в его проектировании, хотя обычно эту работу приписывают Эверту Янссену. Несколько других особняков в Дании были построены по его проекту.
Именно Хенрику Райзенштейну, голландскому инженеру-строителю, Фредерик III поручил развивать территорию вокруг Конгенс Нюторв, особенно в связи с каналом Нюхавн, который должен был стать новой гаванью Копенгагена. Однако Нильс Розенкранц завершил работу только после того, как Кристиан V стал королем в 1670 году. В течение следующих нескольких лет вдоль северной или солнечной стороны канала было построено множество таунхаусов. Самый старый, номер 9, был достроен в 1681 году, вероятно, Кристеном Кристенсеном, начальником порта.
Замок Клаусхольм (1693-94) близ Раннерса был спроектирован датским архитектором Эрнстом Бранденбургером при содействии шведа Никодимуса Тессина, которого пригласили украсить фасад. Более изысканные апартаменты на первом этаже с более высокими потолками были спроектированы для использования членами королевской семьи.
Первый Кристиансборгский дворец в Копенгагене, спроектированный Элиасом Давидом Хойссером и завершенный в 1740-х годах, безусловно, был одним из самых впечатляющих зданий в стиле барокко своего времени. Хотя сам дворец был уничтожен пожаром в 1794 году, обширные выставочные площадки и манеж для верховой езды, построенные Нильсом Эйгтведом, сохранились неповрежденными, и их можно посетить сегодня. Дворец Фреденсборг (1731), королевская резиденция на берегу озера Эсрум в Силенде, с его изысканным зданием канцелярии, является работой Йохана Корнелиуса Кригера, который был придворным садовником в замке Розенборг. Парк во Фреденсборге — один из крупнейших и лучше всего сохранившихся садов в стиле барокко Дании.
На рубеже XVIII века архитектура развилась в стиле позднего барокко. Среди основных сторонников были Йохан Конрад Эрнст, построивший здание канцелярии или Канцеллибингнинген (1721) на Слотсхольмене, и Лауриц де Тура, спроектировавший дворец Эрмитаж в Дайрехавене (1734), к северу от Копенгагена. Ещё более амбициозной была работа де Тура в Ледреборге близ Роскилле, где ему удалось объединить компоненты в хорошо сбалансированный и целостный дворец в стиле барокко.

### Рококо
Непосредственно после периода барокко, в 1740-х годах, в моду, под руководством Николая Эйтведа вошло рококо. Первоначально садовник, Эйгтвед провел много лет за границей, где все больше интересовался архитектурой, особенно стилем французского рококо. По возвращении в Данию по заказу Фредерика IV он полностью перестроил здание фермы в Копенгагене в Особняк принца (1743-44), резиденцию для наследного принца Фредерика. Сейчас в этом здании находится Национальный музей Дании.
Вскоре ему были поручены престижные задания. В их числе разработка общего архитектурного плана нового района Копенгагена Фредериксштаден в 1749 году. Он был задуман вокруг строго восьмиугольной площади содержащей четыре здания дворцового комплекса Амалиенборг, считающегося одним из самых важных комплексов в стиле рококо в Европе. Адам Готлоб Мольтке, который, будучи оверхофмаршалом (лордом-камергером) Фредерика V, отвечал за проект, предоставил Эйтведу полную свободу действий не только в проектировании основных зданий, но и в обеспечении района прямыми широкими улицами и особняками, которые бы выстроились вдоль них. Фредерик V хотел подражать грандиозным строительным достижениям французских монархов, поэтому неудивительно что дворцовая площадь схожа с площадью Согласия в Париже того же периода.

Хотя Эйтвед умер до завершения работ, другие архитекторы, включая Лаурица де Тура, добросовестно продолжали воплощать его планы. Пожалуй, самыми прекрасными объектами являются дворцовый комплекс Амалиенборг, церковь Фредерика в непосредственной близости от него и больница Фредерикса.

Фредериксштаден
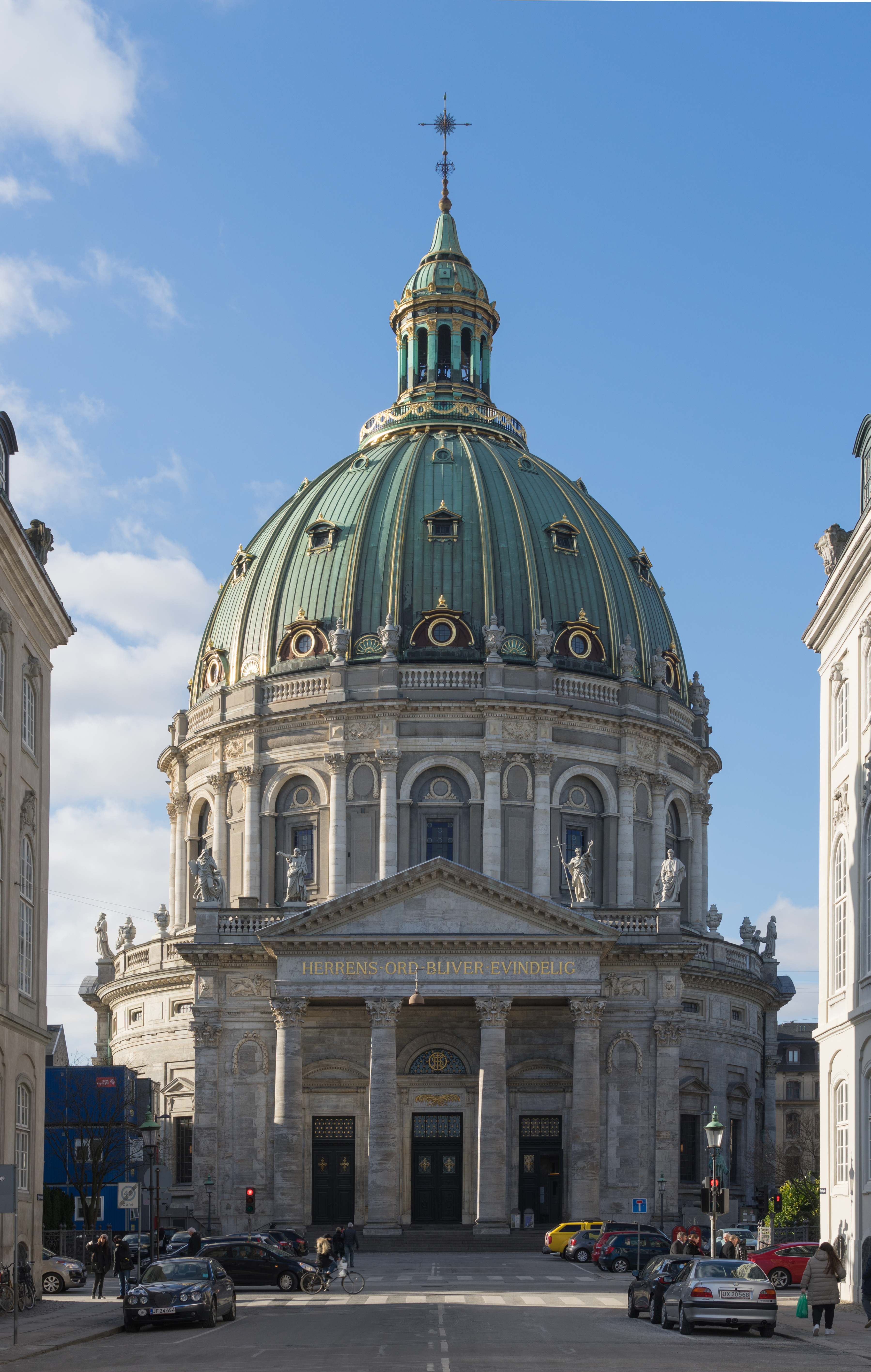
Церковь Фредерика
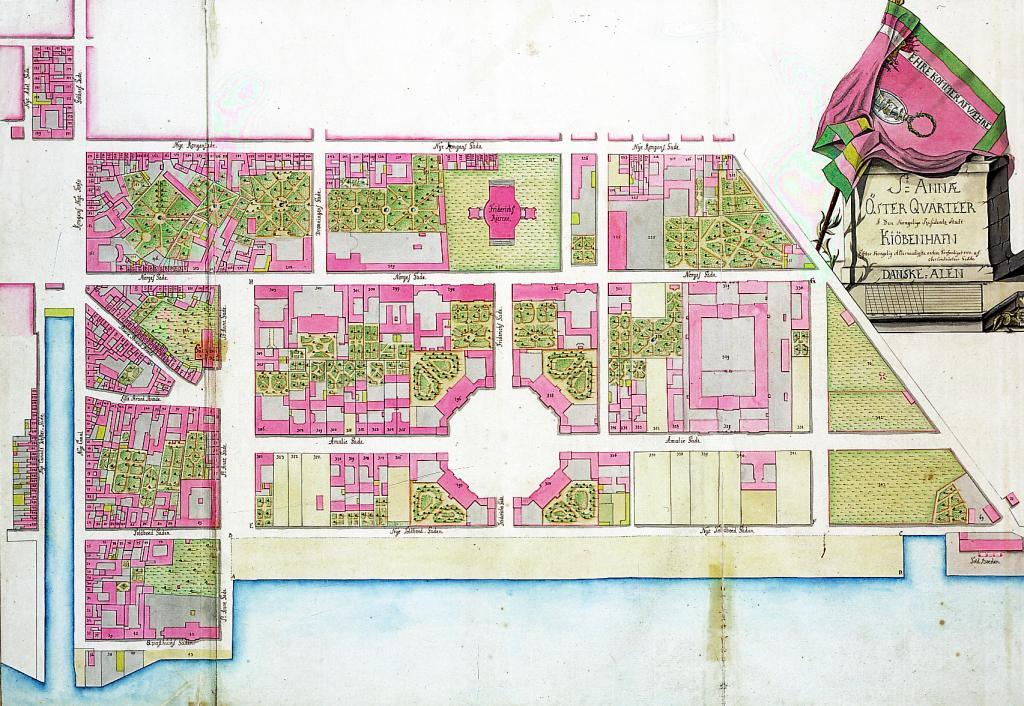
Фредериксштаден, изображенный на карте Кристиана Гедде[дат.]
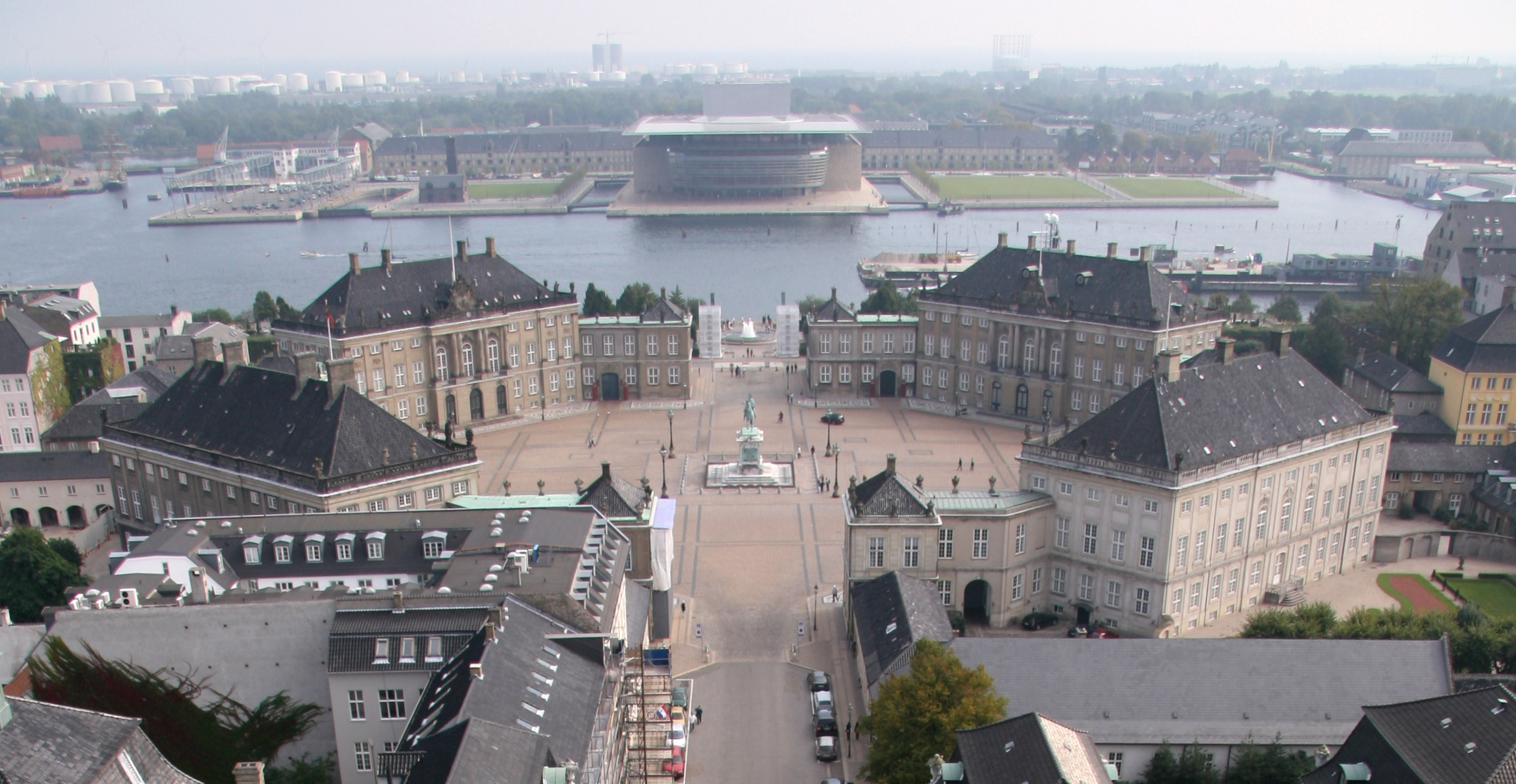
Дворцовый комплекс Амалиенборг

Филипп де Ланге, хотя и находился под влиянием Эйтведа, в этот период разработал свой собственный довольно строгий стиль. Его декоративный фасад можно увидеть на здании Кунстфорейнинн (1750) на Гаммель-Странд в Копенгагене, верхний этаж с фронтоном которой, был пристроен позже. Де Ланге также спроектировал небольшую Церковь Дамсхольте на Мёне, единственную деревенскую церковь в стиле рококо в Дании.

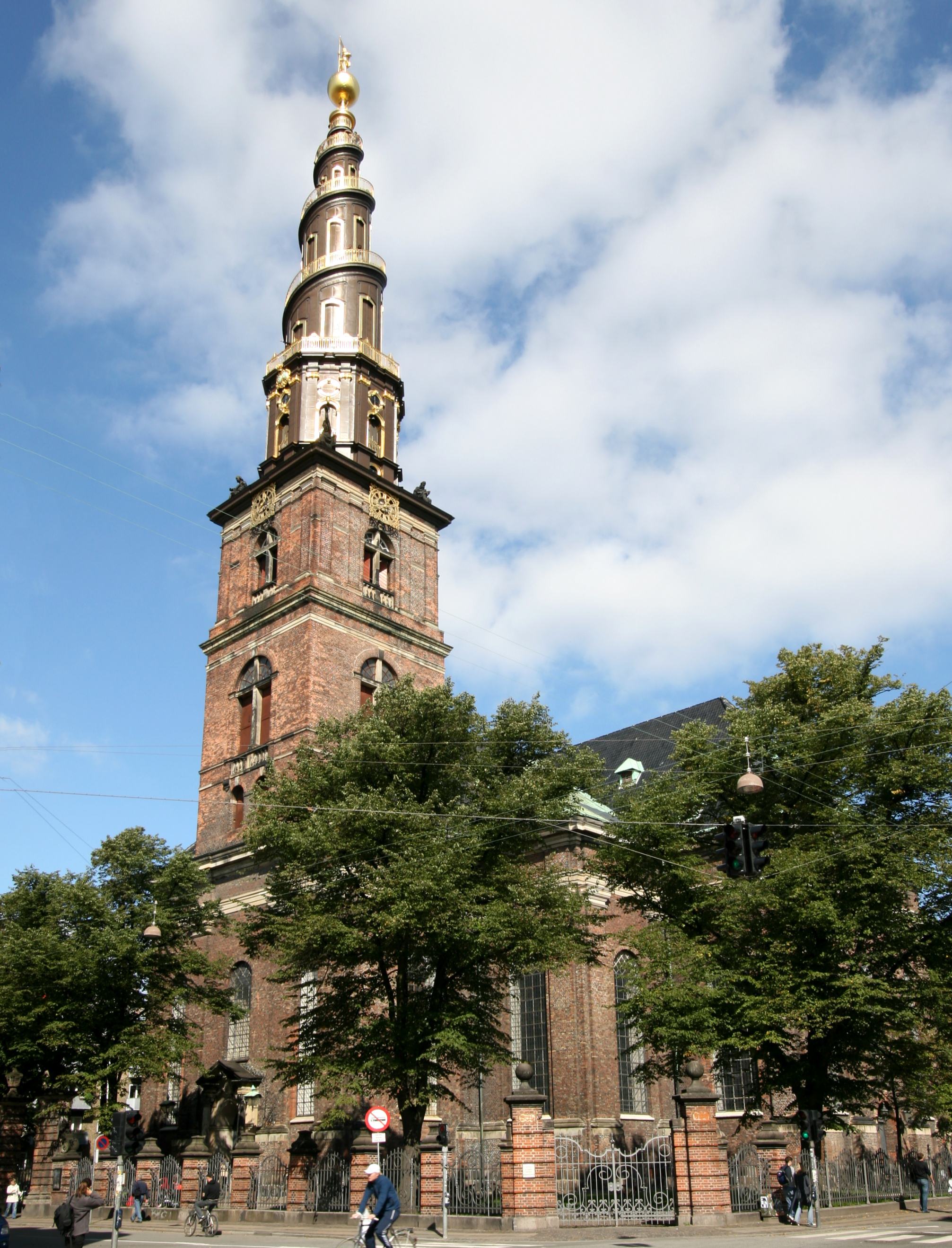
Ламберт ван Хейвен[англ.], церковь Нашего Спасителя[англ.], Копенгаген (1696)
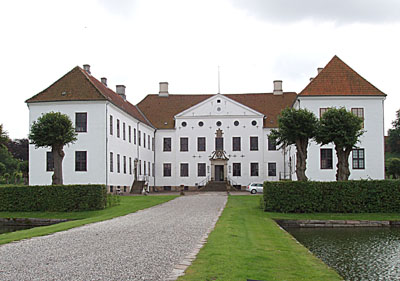
Эрнст Бранденбургер[англ.], Клаусхольм, Рандерс (1694)
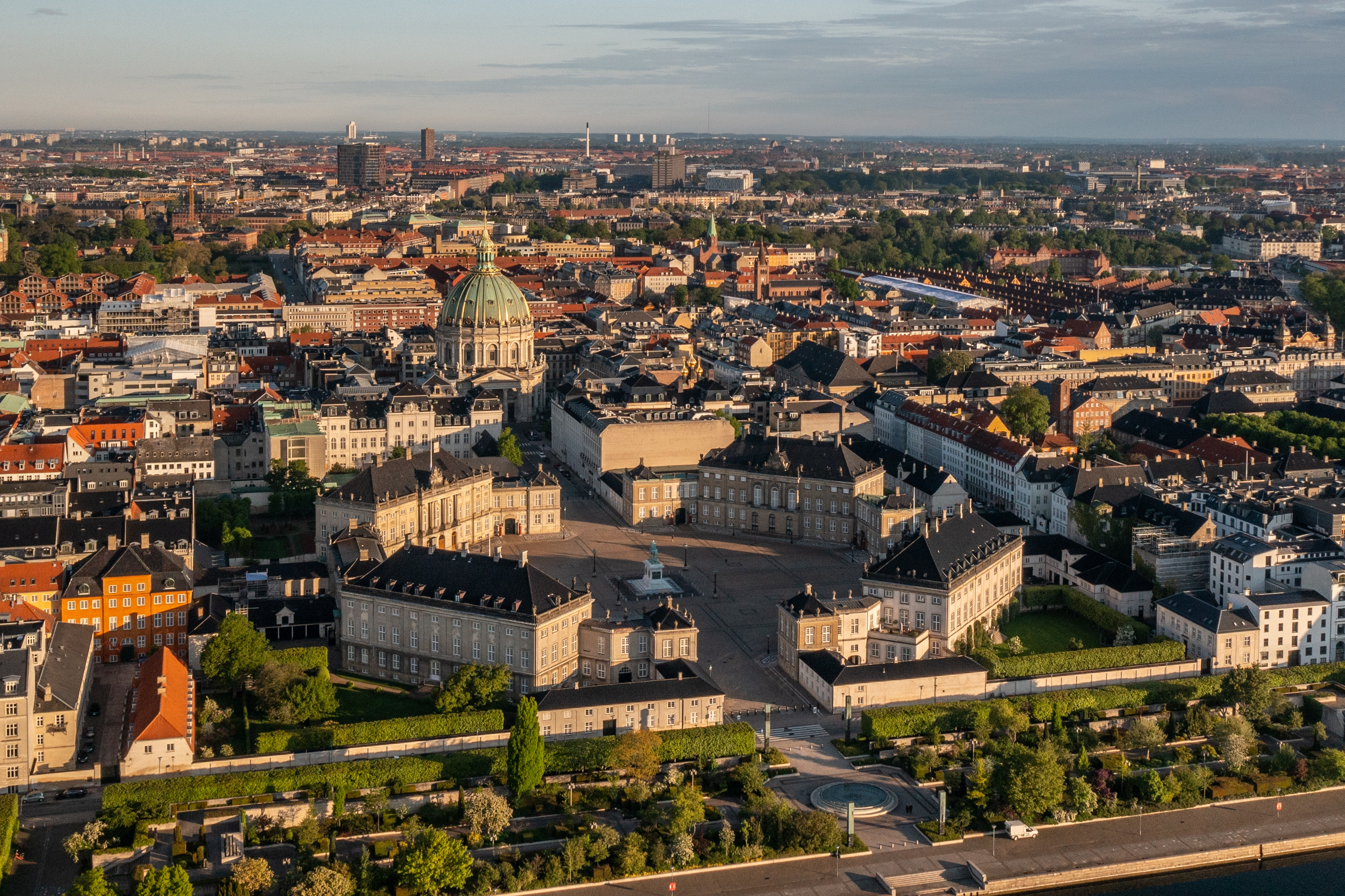
Николай Эйтвед, дворец Амалиенборг, Копенгаген (1760)
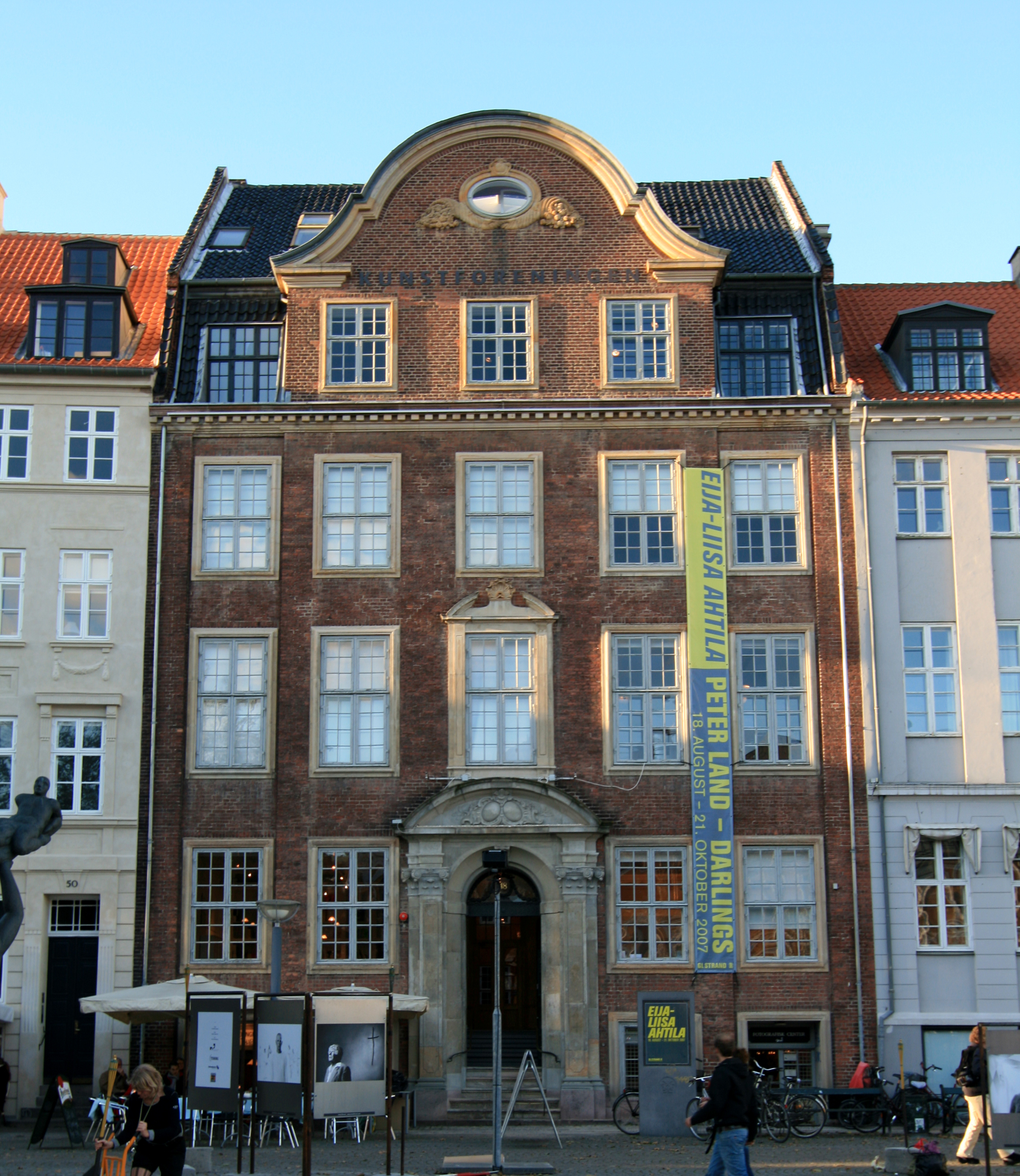
Филипп де Ланге[англ.], Кунстфорейнинн, Копенгаген (1750)

## Неоклассицизм

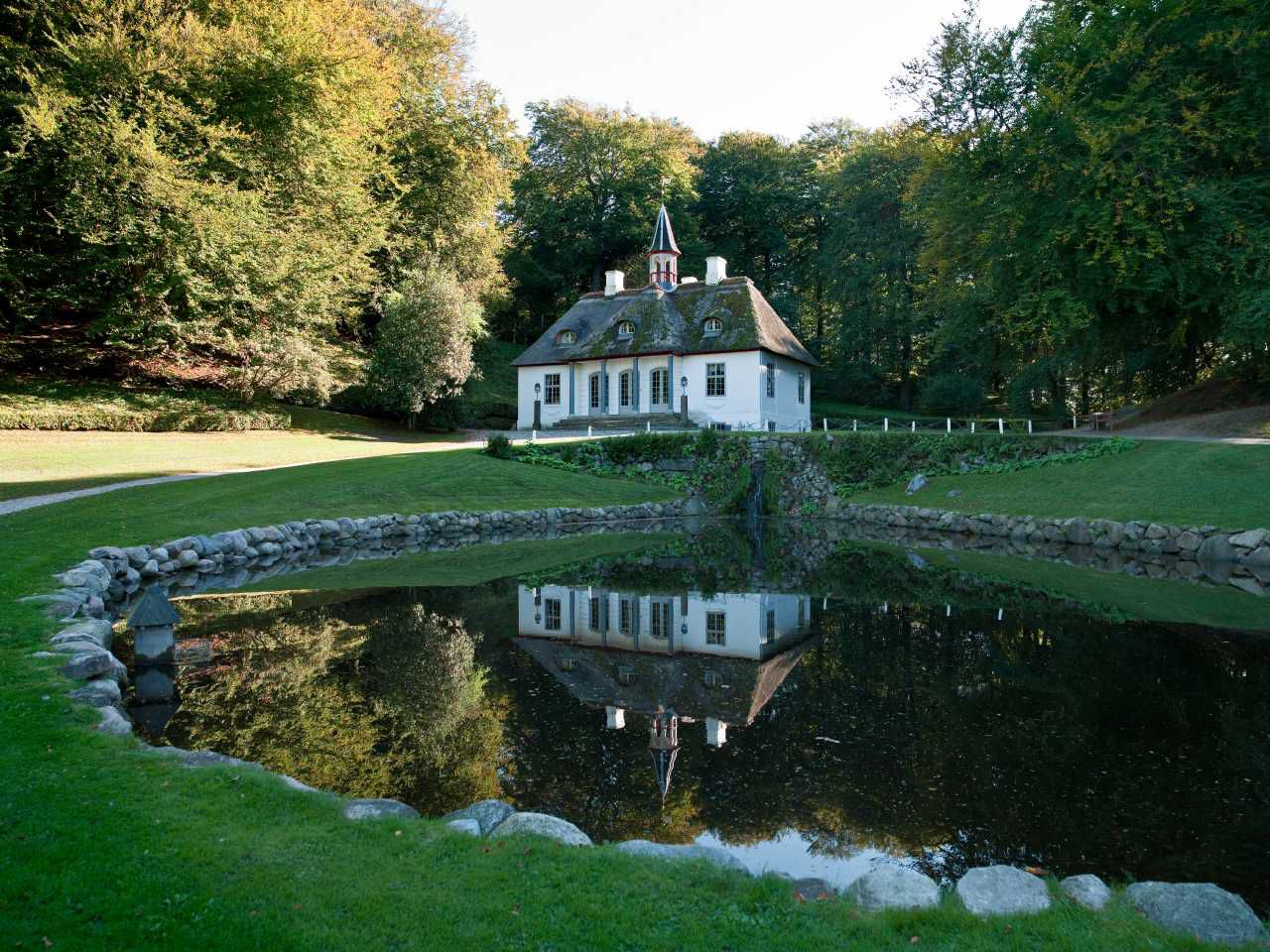
Андреас Киркеруп, Лизелунд, Мён (ок. 1790)

Неоклассицизм, который опирался на вдохновение Древней Греции и Рима, был привезен в Данию французским архитектором Николас-Анри Жарденом. Его соотечественник, скульптор Жак Сали, который уже хорошо зарекомендовал себя в Дании, убедил Фредерика V, что Жарден сможет достроить церковь Фредерика после смерти Эйгтведа. Хотя Жарден не преуспел в этом, ему удалось спроектировать несколько престижных зданий в неоклассическом стиле, таких как дворец Бернсторфф (1759-65) в Гентофте и дворец Мариенлист близ Хельсингера.
Один из учеников Жардена, Каспар Фредерик Харсдорф, оказался самым выдающимся архитектором Дании XVIII века и известен как отец датского классицизма. Он провел значительный объём работ по реконструкции, как интерьеров, так и экстерьеров, включая работу над Королевским театром (1774), где он ввел классический храмовый стиль с широким входом и большим залом. Он также выполнял работы над комплексом Амалиенборг, включая колоннаду с восемью ионическими деревянными колоннами, соединяющую резиденцию наследного принца (дворец Шакса) с резиденцией короля (дворец Мольткеса).
Другим замечательным примером неоклассицизма является Лизелунд на острове Мён на юго-востоке Дании. Этот довольно небольшой загородный дом, построенный во французском неоклассическом стиле в 1790-х годах, уникален тем, что у него соломенная крыша. Как и окружающий романтический парк, дом был работой Андреаса Киркерупа, одного из выдающихся ландшафтных архитекторов того времени. Он был спроектирован как летнее пристанище для Антуана де ла Кальметта, губернатора острова, и его жены Лизы. Здание имеет Т-образную форму с основными помещениями на первом этаже, второй этаж состоит из девяти спален. Интерьер, вероятно, был оформлен ведущим декоратором того времени Джозефом Кристианом Лилли.

## XIX век

### Классицизм

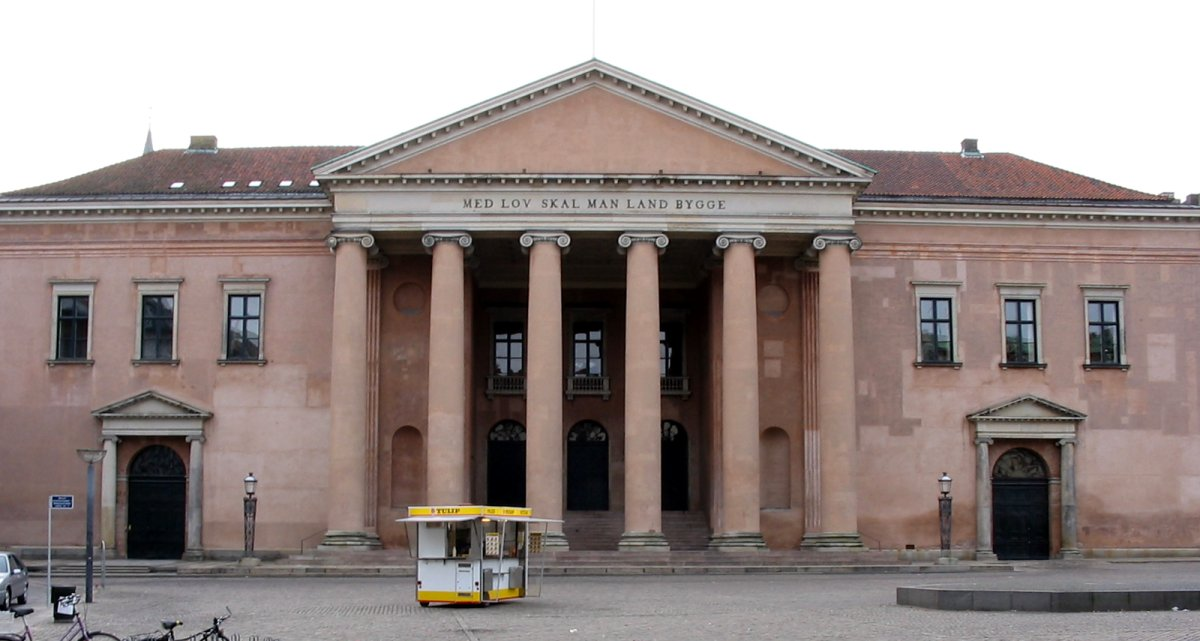
Здание Копенгагенского Суда (1815), спроектированное Кристианом Фредериком Хансеном

После смерти Хардорффа главным сторонником классицизма стал Кристиан Фредерик Хансен, который разработал более строгий стиль с чистыми, простыми формами и большими, цельными поверхностями. С 1800 года он отвечал за все крупные строительные проекты в Копенгагене, где спроектировал Здание Копенгагенского Суда (1805-15) на Найторв. Он также отвечал за перестройку церкви Богоматери и проектирование прилегающей площади (1811-29).
В 1800 году Хансену также было поручено восстановить дворец Кристиансборг, который сгорел дотла в 1794 году. Однако, в 1884 году он сгорел еще раз. Все, что осталось - часовня, с ее ионическими колоннами.
Михаэля Готлиба Биндесбелла помнят прежде всего за то, что он спроектировал музей Торвальдсена. В 1822 году, будучи молодым человеком, он познакомился с классицизмом Карла Фридриха Шинкеля в Германии и Франции и познакомился с архитектором и археологом немецкого происхождения Францем Гау, который познакомил его с красочной архитектурой древности. Его дядя, Йонас Коллин, который был активным деятелем искусства и культуры при Фридрихе VI, пробудил у короля интерес к музею Бертеля Торвальдсена, датско-исландского скульптора, и попросил Биндесбелла сделать несколько эскизов для здания. Поскольку проекты Бинденсбелла отличались от проектов других архитекторов, ему было поручено превратить Королевское каретное депо и здание для рисования театральных декораций в музей. Подражая строительству Эрехтейона и Парфенона как отдельно стоящих зданий, освобожденных от традиционного городского плана закрытых улиц, он завершил работу в 1848 году. Он также включил аспекты древнеегипетской архитектуры в свой дизайн, хотя "план в целом... не египетский и не греческий, а собственный Биндесбелла".

### Историзм

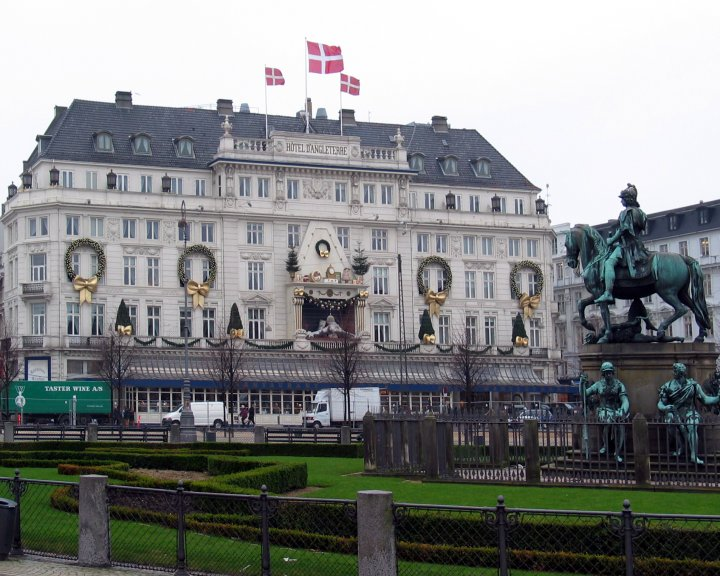
Вильгельм Далеруп (1875), Отель "Англетер", Копенгаген

С приходом историзма во второй половине века особое значение стало придаваться высоким стандартам мастерства и правильному использованию материалов. Это можно увидеть в библиотеке Копенгагенского университета(1861), спроектированной Йоханом Даниэлем Херхольдтом и вдохновленной церковью Святого Фермо в Вероне.
Вильгельм Далеруп был одним из самых продуктивных архитекторов XIX века. Возможно, больше, чем кто-либо другой, он внес свой вклад в то, каким Копенгаген выглядит сегодня. Среди его наиболее важных зданий копенгагенский отель "Англетер" (1875) и Датская национальная галерея (1891). При поддержке компании Carlsberg он спроектировал нью-йоркскую глиптотеку Карлсберга (1897) и ряд богато украшенных зданий на территории Карлсберга.
Фердинанд Мелдаль, также сторонник историзма, завершил реконструкцию дворца Фредериксборг после пожара в 1859 году и спроектировал здание парламента в Рейкьявике, Исландия, в то время являвшемся датской колонией. Однако его величайшим достижением стало завершение строительства церкви Фредерика в Копенгагене. Это место превратилось в руины после того, как в 1770 году были прекращены работы по первоначальному проекту сада. Планы Мелдаля существенно отличались от планов Жардена тем, что боковые башни были устранены, купол стал ниже, а количество колонн перед главным входом уменьшилось с шести до четырех. Тем не менее, общая высота почти соответствовала высоте сада благодаря фонарю и более высокому шпилю. Здание, широко известное как Мраморная церковь, было завершено в 1894 году, более чем через 150 лет после того, как Эйгтвед разработал свои первоначальные планы.

### Национальный романтизм
Мартин Ниропбыл одним из главных сторонников национального романтического стиля. Основной целью было использование отличительных скандинавских мотивов из далекого прошлого, что наглядно продемонстрировано в здании Копенгагенской Ратуши, строительство которого было завершено в 1905 году. Городская ратуша является самым монументальным и оригинальным зданием Копенгагена последней четверти XIX века с ее впечатляющим фасадом, золотой статуей Абсалона прямо над балконом и высокой стройной башней с часами. Она была вдохновлена Сиенской ратушей.
Другим участником движения национального романтизма был Хак Кампманн, который в самом конце века спроектировал Орхусский театр в стиле модерн.

### Городское развитие
Портовый город Свендборг на юго-востоке Фюн был основан в XIII веке. Настоящее процветание наступило в XIX веке, когда судостроение и торговля стали важными движущими силами. Впоследствии город пережил период реконструкции, когда вдоль его узких улочек выстроились новые кирпичные и каменные здания. Старый город в настоящее время стал важной достопримечательностью для туристов.

Прекрасный архитектурный стиль Скагена на северной оконечности Ютландии весьма своеобразен. Начиная с XIX века дома были побелены и имели крыши из красной черепицы. Преобладали желтые и красные тона, подкрепленные белыми дымоходами и украшениями крыш. Эти традиции можно найти не только в старых районах города, но и в новых жилых районах. Несколько наиболее внушительных зданий города начала XX века были спроектированы Ульриком Плеснером, другие - известными архитекторами, такими как Торвальд Биндесбёлль.

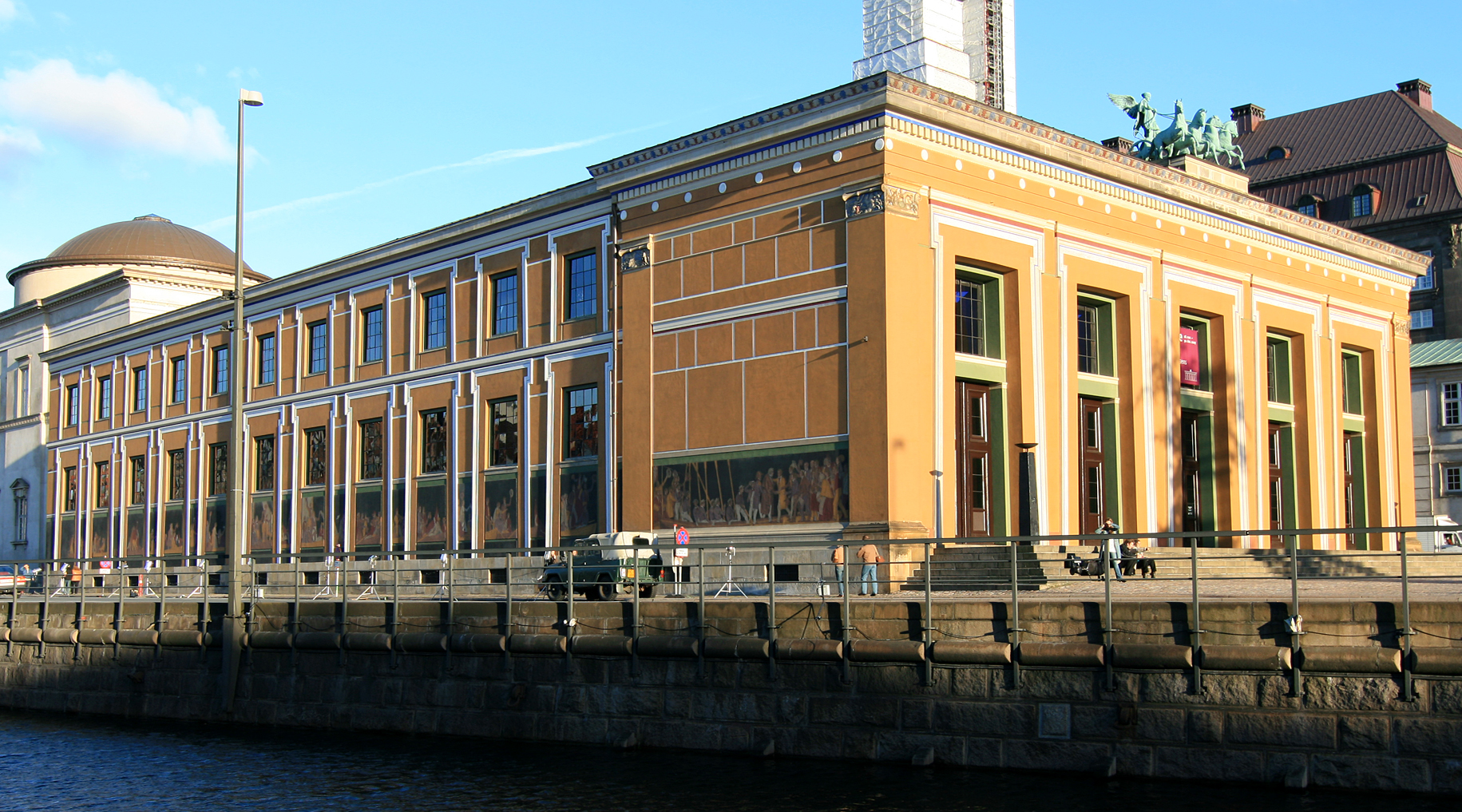
Готлиб Биндесбелль[англ.], (1838-1848), Музей Торвальдсена
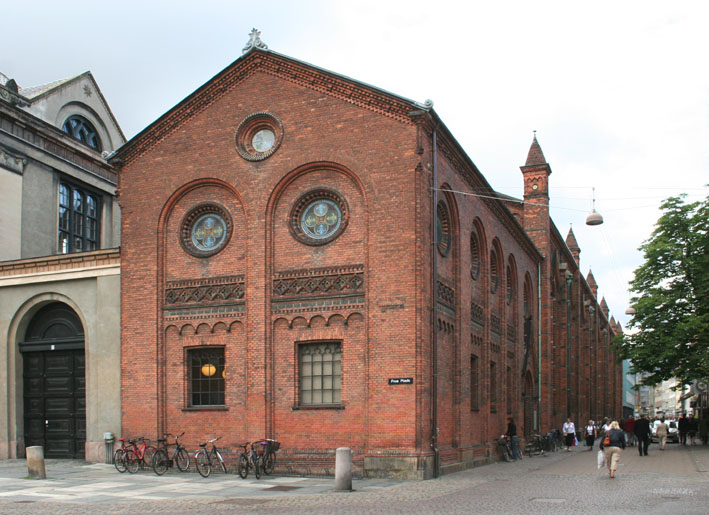
Херхольдт, Йохан Даниэль[англ.] (1857-61), библиотека Копенгагенского университета[англ.]
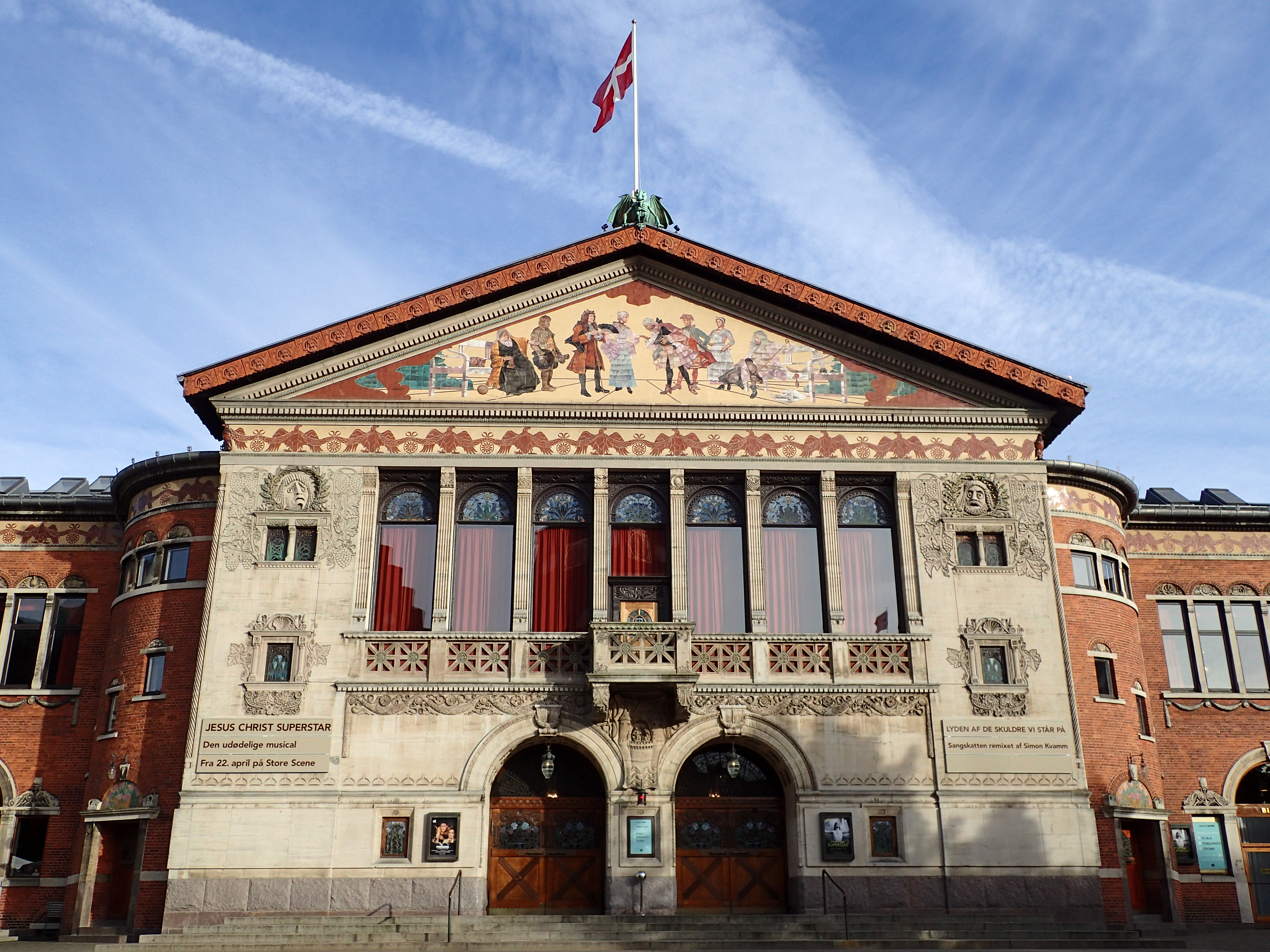
Кампманн, Хак (1898-1900), Орхусский театр[англ.]
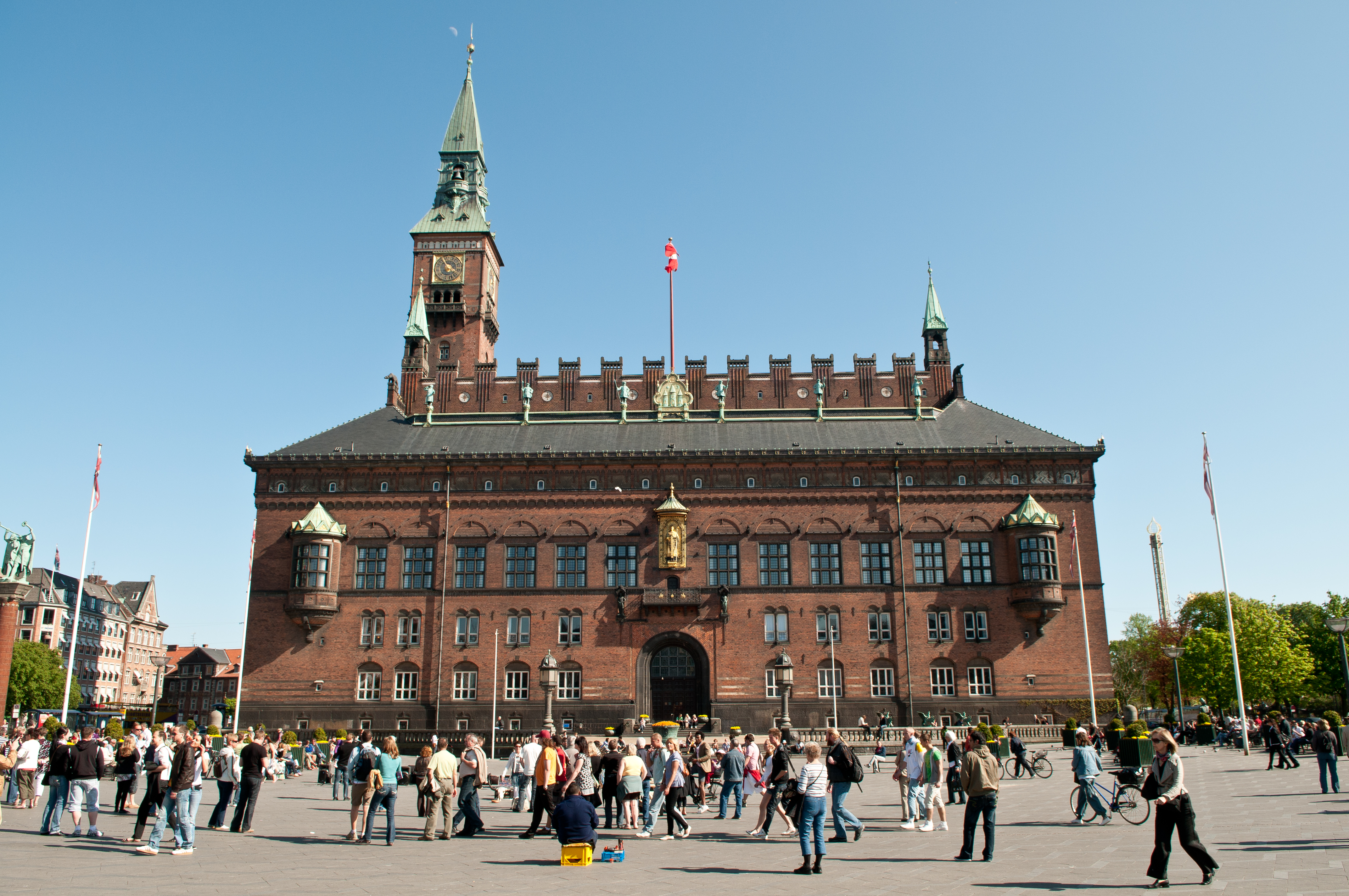
Мартин Нироп[англ.] (1905), Копенгагенская ратуша

## XX век

### Североевропейский Неоклассицизм

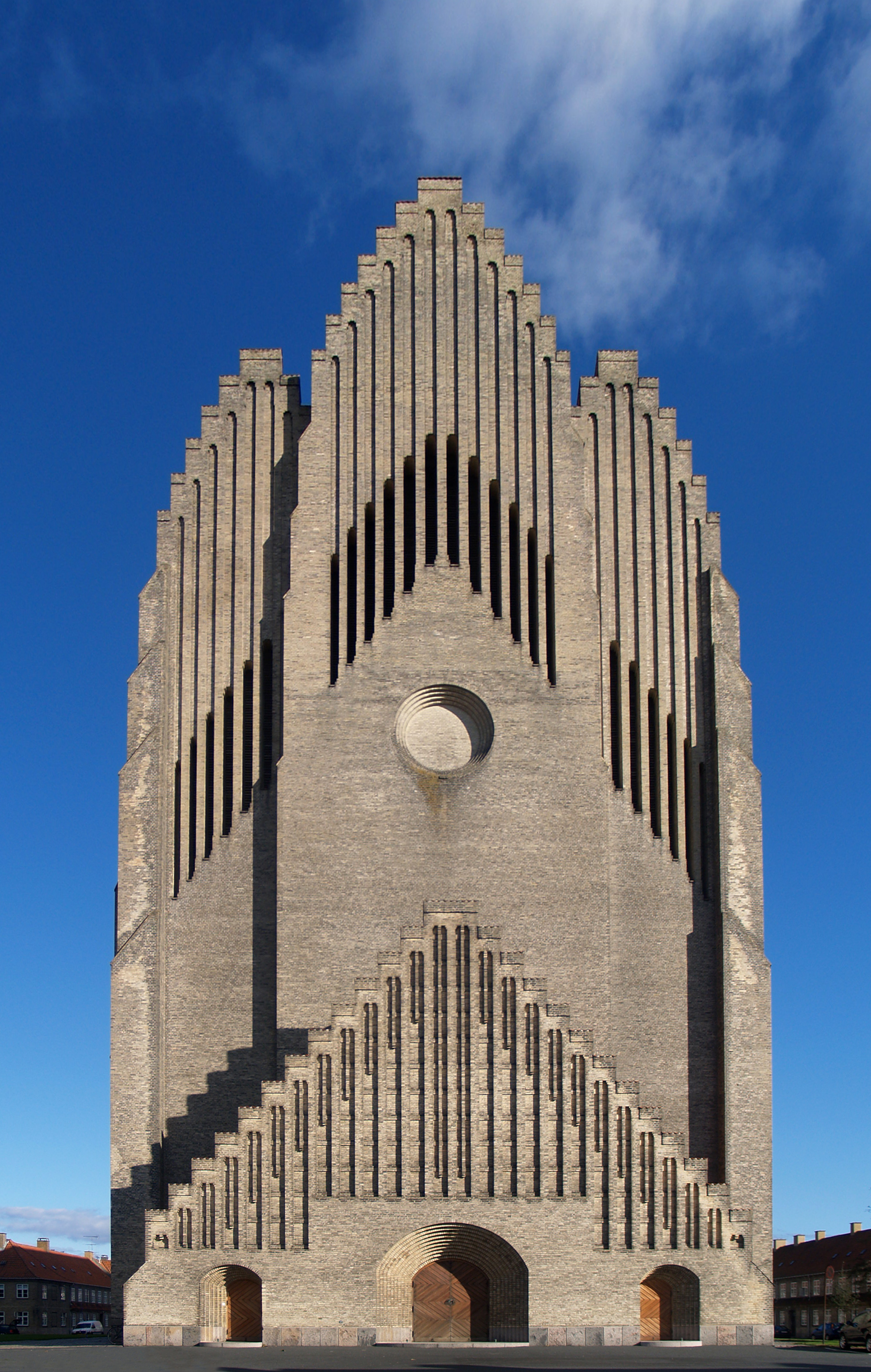
Йенсен-Клинт, Педер Вильгельм; Клинт, Коре (1921-40), церковь Грундтвига, Копенгаген

Все более нордический классицизм продолжал процветать в начале века примерно до 1930 года, что можно увидеть в многоквартирных домах Кея Фискера "Хорнбэкхус" (1923) и полицейском управлении Хака Кампманна (1924). Его развитие не было изолированным явлением, оно опиралось на существующие классические традиции в скандинавских странах и на новые идеи, реализуемые в немецкоязычных культурах. Таким образом, его можно охарактеризовать как сочетание прямых и косвенных влияний народной архитектуры (скандинавской, итальянской и немецкой) и неоклассицизма.
В то время как движение имело наибольший успех в Швеции, там был ряд других важных датских сторонников, включая Ивара Бентсена, Коре Клинта, Арне Якобсена, Карла Петерсена и Стина Эйлера Расмуссена. Бентсен при содействии Торкильда Хеннингсена спроектировал первые в Дании дома с террасами в районе Беллахой в Копенгагене. Клинт, работая с Бентсеном, адаптировал дизайн больницы Фредерикса для использования в качестве Датского музея искусства и дизайна. Главным достижением Карла Петерсена стал музей Фоборга, построенный для коллекций произведений искусства из Фюн. Стина Расмуссена помнят прежде всего за его деятельность в области градостроительства и за его вклад в Датскую лабораторию градостроительства.

### Экспрессионизм
Церковь Грундтвига в Бипебьерге, Копенгаген, названа в честь датского философа и пастора Николая Грундтвига, которого большинство датчан помнят за его звучные гимны, ставшие неотъемлемой частью национальной культуры. Благодаря своему необычному внешнему виду это самая известная церковь Дании в стиле экспрессионизма. Спроектированная Педером Вильгельмом Йенсен-Клинтом, она в значительной степени опиралась на скандинавские традиции кирпичной готики, особенно датские деревенские церкви со ступенчатыми фронтонами. Дженсен-Клинт объединил современные геометрические формы кирпичного экспрессионизма с классической вертикалью готической архитектуры. Строительство началось в 1921 году, но было завершено его сыном Кааре Клинтом только в 1940 году, после смерти Йенсена-Клинта. Наиболее поразительной особенностью здания является его западный фасад, напоминающий западную стену или внешний вид церковного органа.

### Функционализм

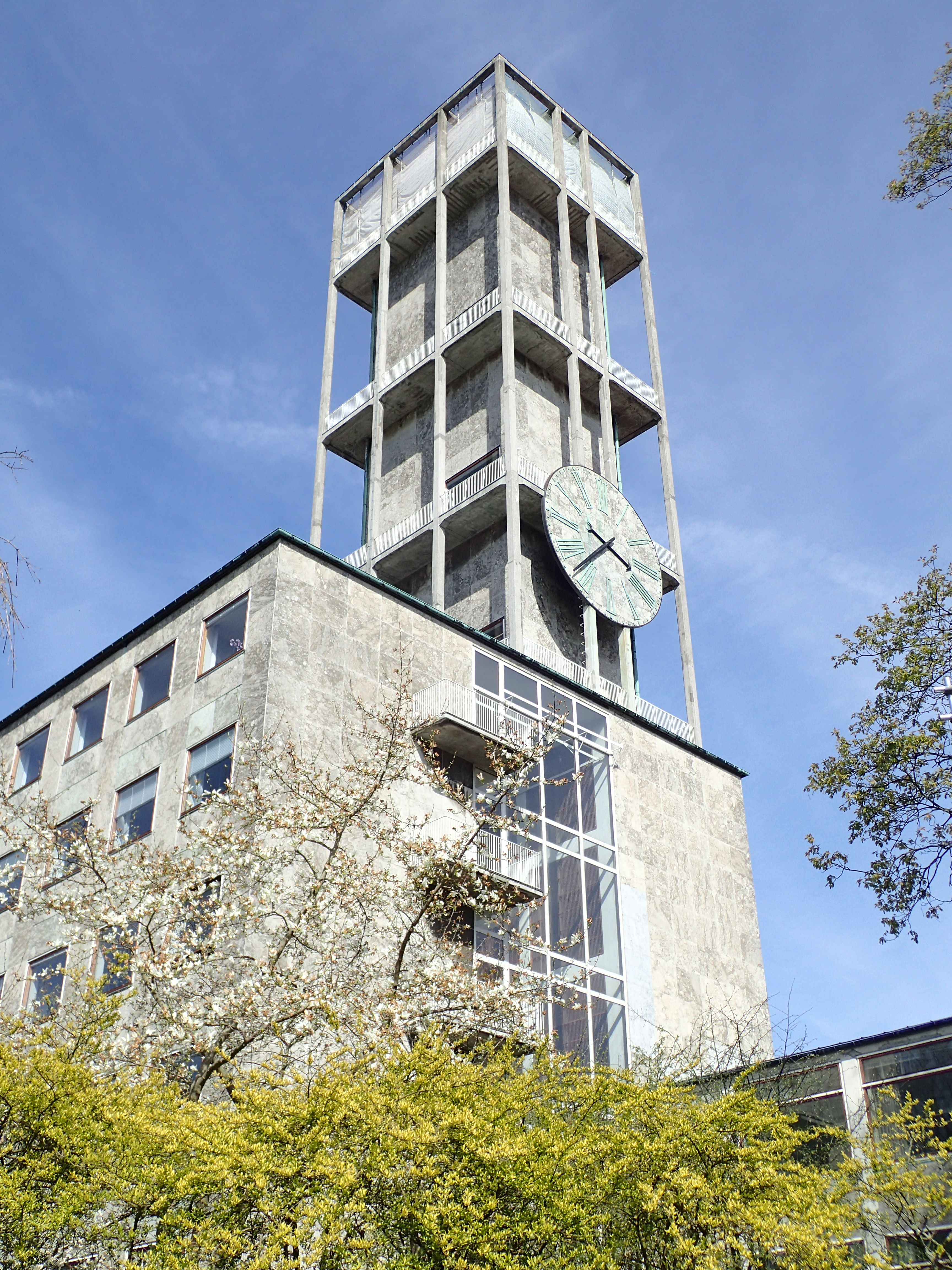
Якобсен, Арне; Меллер, Эрик (1939-42), мэрия Орхуса

Функционализм, зародившийся в 1930-х годах, опирался на рациональную архитектуру, использующую кирпич, бетон, железо и стекло, предпочтительно для удовлетворения социальных потребностей. Его главными сторонниками в Дании были Фриц Шпигель, Могенс Лассен, Вильгельм Лауритцен и, особенно, Арне Якобсен с его разработками комплекса Беллависта к северу от Копенгагена. Другим шедевром Якобсена была ратуша Орхуса, которую он спроектировал вместе с Эриком Мюллеромв 1937 году и завершил в 1948 году. Высота башни составляет 60 метров, а диаметр циферблата башенных часов - 7 метров. Здание построено из бетона, покрытого мрамором из Порсгрунна в Норвегии.
Более традиционный подход был применен Кеем Фискером, который вместе с Кристианом Фредериком Мюллером проектировал здания для Орхусского университета начиная с 1931 года.

### Модернизм
После Второй мировой войны функционализм опирался на тенденции американского модернизма с его неправильными планировками, плоскими крышами, интерьерами открытой планировки и стеклянными фасадами. Хорошими примерами являются собственный Дом Йорна Утзона (1952) на окраине Хеллебека близ Хельсингёра, где хорошо используются относительно дешевые материалы для послевоенного жилья и дома Кинго (1956-58) в Хельсингёре, которые состоят из 63 L-образных домов, основанных на дизайне традиционных зданий. Датские фермерские дома. Другим проектом, отмеченным синтезом архитектуры и ландшафта, был музей современного искусства «Луизиана» (1958) в Хумлебеке, спроектированный Йоргеном Бо и Вильгельмом Волертом.
В этот период Арне Якобсен стал ведущим модернистом страны благодаря дизайну отеля SAS в Копенгагене (1960). Ратуша Редовре, построенная в 1956 году, показывает, насколько хорошо Якобсен сочетал использование различных материалов: песчаника, двух видов стекла, окрашенных металлических изделий и нержавеющей стали.

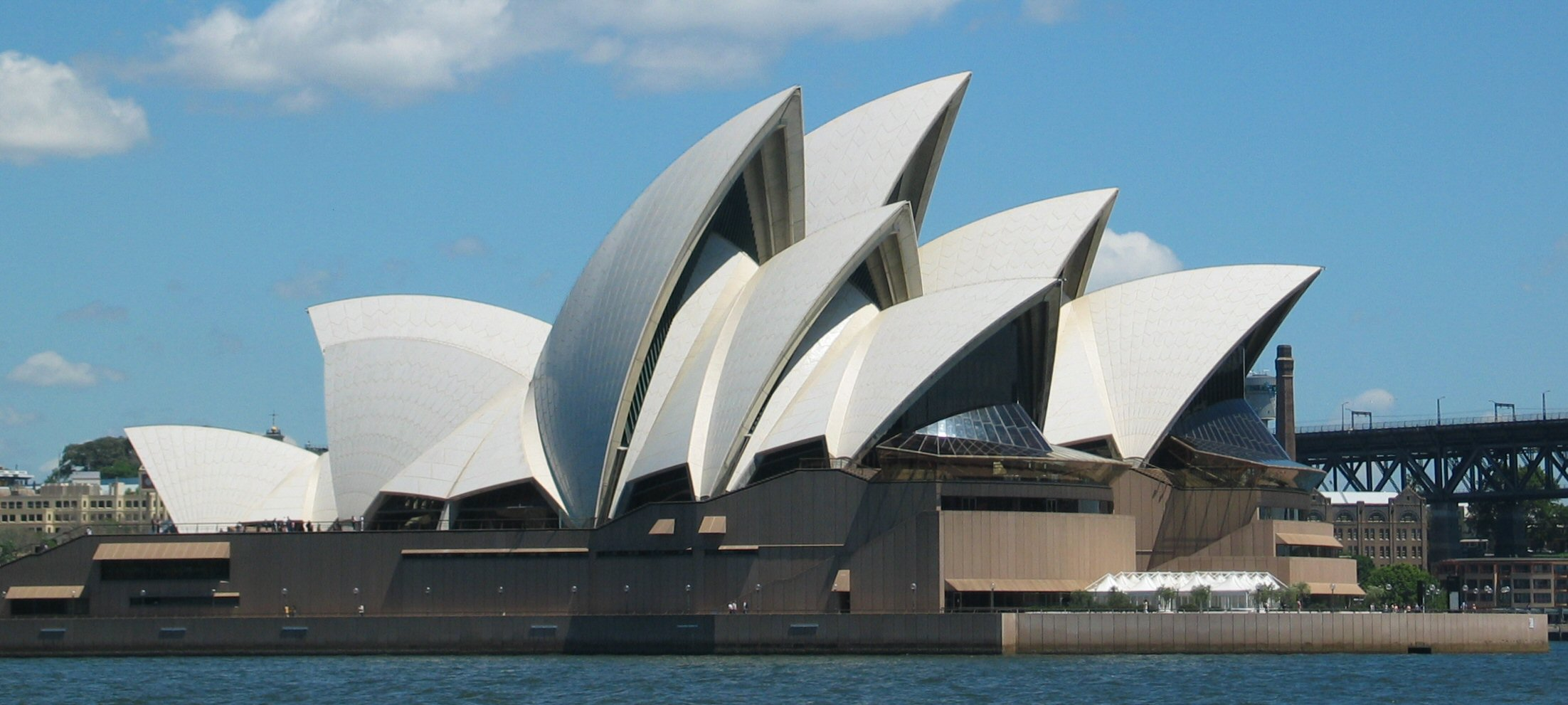
Йорн Утзон, Сиднейский оперный театр (1973)

Следуя по стопам Якобсена, Дания добилась выдающихся успехов в архитектуре XX века. Примечательно, что знаменитый Сиднейский оперный театр Йорна Утзона позволил ему стать вторым человеком, чьи работы были признаны объектом Всемирного наследия еще при жизни. Его Баксвердская церковь (1968-76) в Копенгагене считается выдающимся примером критического регионализма за синтез, созданный между универсальной цивилизацией и региональной культурой.
Победа в международном конкурсе на Большую арку в Ла Дефанс в Пюто, недалеко от Парижа, с дизайном, основанным на простых геометрических формах, принесла Йохану Отто фон Шпрекельсену международную известность. Хеннинг Ларсен спроектировал здание Министерства иностранных дел в Эр-Рияде, а также множество престижных зданий по всей Скандинавии, включая Копенгагенский оперный театр.
Благодаря успеху преобразования Строгета в пешеходную зону в Копенгагене в 1960-х годах и своей влиятельной книге «Жизнь между зданиями» Ян Гейл завоевал международную репутацию в области городского дизайна. Он консультировал по многочисленным проектам городского планирования, в том числе для Мельбурна, Лондона и Нью-Йорка. Его работы часто опирались на Копенгаген и его велосипедную культуру, чтобы улучшить качество общественного пространства в центрах городов.

### Постмодернизм

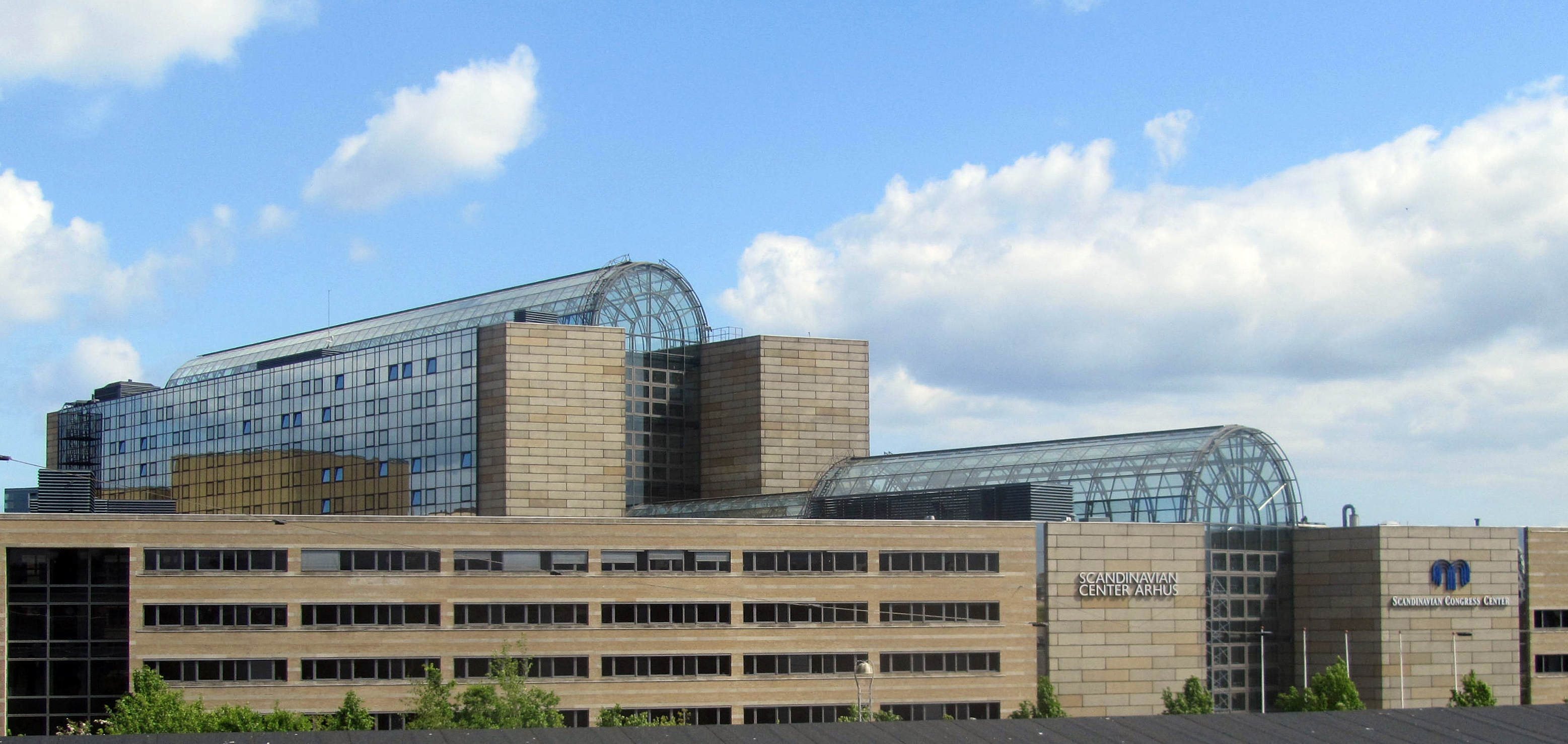
Скандинавский Центр (1995), Орхус

Постмодернизм и постмодернистская архитектура также нашли своё отражение в датской архитектуре в виде таких крупных и заметных проектов, как железнодорожный вокзал Хойе-Таструп, построенный в 1986 году Якобом Блегвадом, многоцелевое здание Scala в центре Копенгагена, напротив садов Тиволи, перестроенное в 1989 году по проекту архитектора и профессора Могенса Брейена, но снесенное в 2012 году, или Скандинавский центр в Орхусе от Friis & Moltke 1995 года. Несколько жилищных проектов в Дании, особенно крупных проектов социального жилья, в 1980-х и начале 1990-х годов также были вдохновлены постмодернистским движением того времени. Примечательными примерами являются относительно небольшой жилой комплекс «Голубой уголок» в Кристиансхавне, созданный Тегнестуэном Вандкунстеном, или более крупный и гораздо более современный ЖК Биспебьергский холм построенный в Биспебьерге в 2006 году, спроектированный в сотрудничестве с художником Бьерном Нергаардом.

## Современный период
На рубеже тысячелетий датская архитектура процветала как внутри страны, так и за рубежом. Два важных района Большого Копенгагена предоставили значительные возможности для архитектурных разработок внутри страны, в то время как ряд фирм получили международное признание, выиграв важные заказы за рубежом. Для некоторых зарубежные заказы стали такими же важными, как и в самой Дании.
В последние годы также появилось несколько новых архитектурных фирм, работающих как в Дании, так и за рубежом.

### Проекты городского развития
Эрестад - это современная городская застройка к юго-востоку от центра Копенгагена. Его происхождение связано со строительством Эресуннский моста, соединяющего Копенгаген с Мальме в Швеции, которое было завершено в 2000 году. После первоначальных этапов планирования в 1990-х годах первое офисное здание было построено в 2001 году. Сегодня постоянно расширяющаяся территория насчитывает более 3000 квартир и 192 100 м2 офисных площадей.

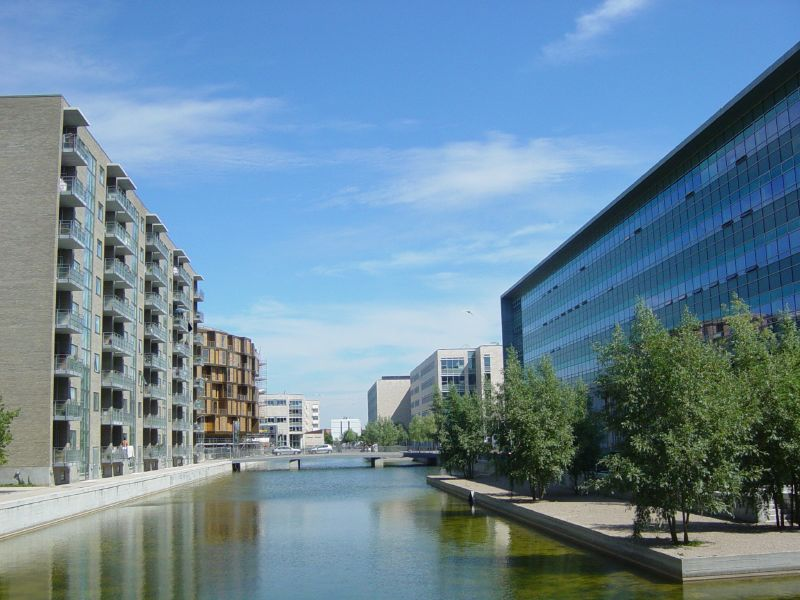
Эрестад около Копенгагенского аэропорта

Сам Копенгаген также претерпел значительные преобразования в последние годы благодаря поддержке различных проектов вдоль набережной. Основываясь на первоначальных работах по планированию в 1980-х годах, в этом районе уже появилось несколько престижных зданий, включая пристройку к национальной библиотеке Черный бриллиант (1999), Оперный театр (2000) и Датский королевский театр драмы (2004).

### Международное влияние

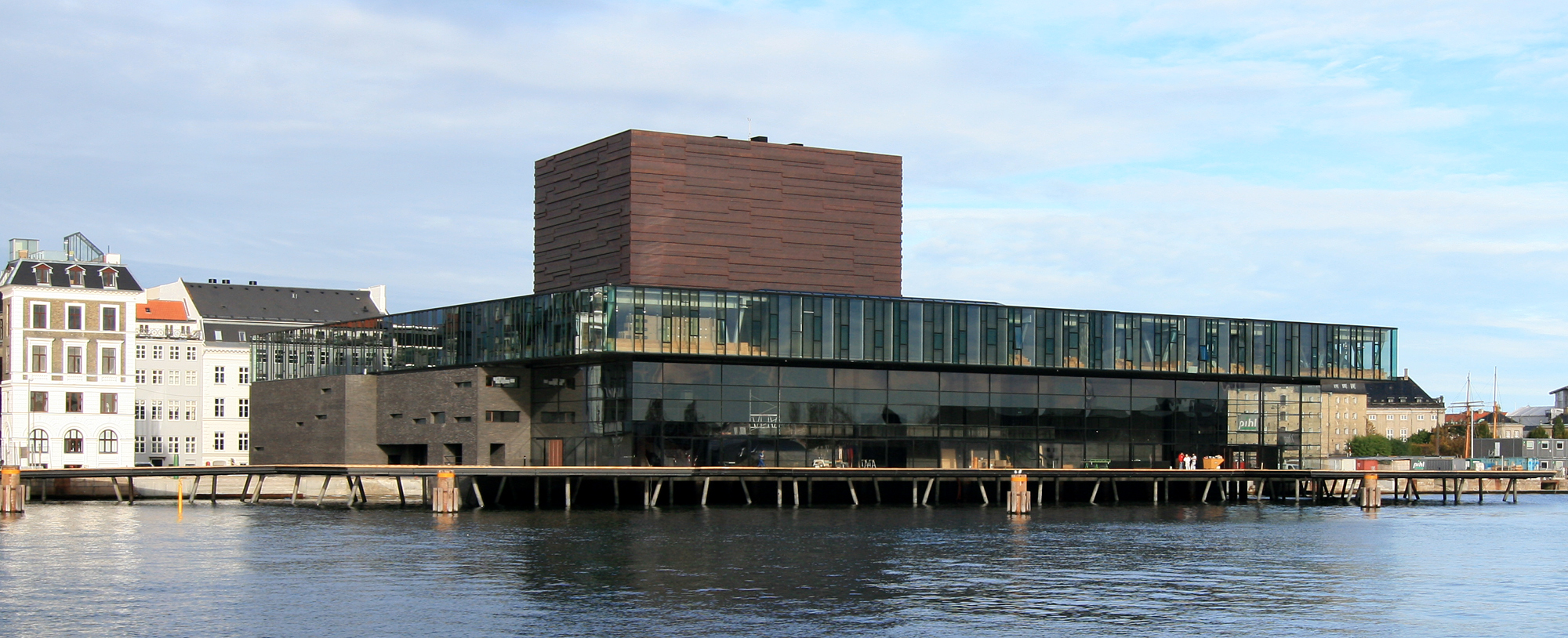
Датский королевский театр драмы, Лундгаард и Транберг

Компания Henning Larsen Architects, хорошо зарекомендовавшая себя в странах Северной Европы, в настоящее время активно работает за пределами Дании, особенно на Ближнем Востоке. У них есть ряд проектов в Саудовской Аравии и Сирии, включая Центр открытий Массар в Дамаске. Еще одним проектом является новое здание для Der Spiegel на набережной в Гамбурге.
3XN спроектировали отмеченный наградами концертный зал Muziekgebouw в Амстердаме и новый музей Ливерпуля. В 2007 году они выиграли конкурс на проектирование новой штаб-квартиры Deutsche Bahn в Берлине, опередив такие фирмы, как Foster + Partners из Великобритании и Доминик Перро из Франции.
Schmidt Hammer Lassen открыли офисы в Лондоне и Осло. В дополнение к многочисленным проектам в странах Северной Европы, их международная деятельность включает Вестминстерский колледж в Лондоне и новую библиотеку для Университета Абердина.

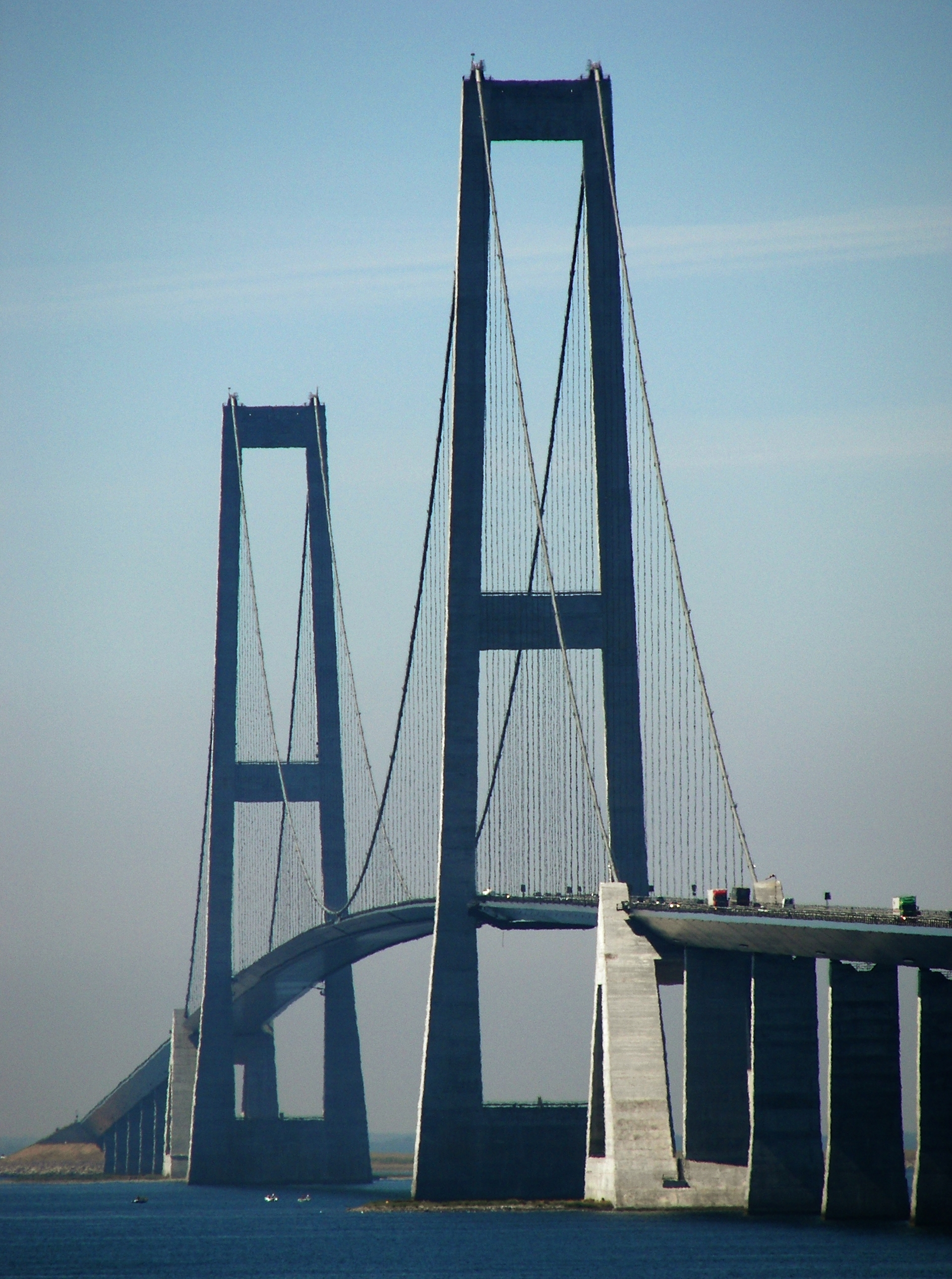
Мост Большой Бельт

Среди наиболее заметных международных проектов C. F. Møller Architects - пристройки к Музею естественной истории и Национальному морскому музею в Лондоне (2009-11). Им также удалось получить заказ на строительство университетской больницы Акерсхус в Осло.
Dissing+Weitling получили широкое признание как архитекторы мостов после завершения около 220 подобных проектов по всему миру. К ним относятся мост Большой Бельт между Зеландией и Фюненом, Куинсферринский мост в Шотландии, мост Нельсона Манделы в Южной Африке и Мост Каменотёсов в Гонконге. Подвесной мост Большой Бельт, построенный в 1998 году, является третьим по величине в мире. При длине 6 790 метров и свободном пролете 1 624 метра вертикальный зазор для судов составляет 65 метров.
Компания Lundgaard & Tranberg является проектировщиками Королевского датского театра и студенческого жилого комплекса Титгенколлегия, которые считаются одними из самых успешных новостроек Копенгагена за последние годы.

### Новейшие практики
Еще одной тенденцией в современной датской архитектуре является появление нового поколения успешных молодых практиков, вдохновленных скорее международными тенденциями, чем модернистскими традициями Скандинавии. Это поколение возглавляет Бьярке Ингельс, чья фирма BIG (Bjarke Ingels Group), основанная в 2006 году, необычайно быстро превратилась в хорошо зарекомендовавшую себя фирму.
С самого начала BIG получила международное признание за ряд проектов, в том числе за Горные жилища в Эрестаде. Идеологически и концептуально эта практика более тесно связана с голландскими фирмами, такими как OMA, где Ингельс работал с 1998 по 2001 год, и MVRDV, чем с работой датских архитекторов. Крупный международный прорыв BIG произошел в 2009 году, когда фирма выиграла шесть международных конкурсов и получила несколько крупных комиссионных. К ним относятся художественный музей на утесе с видом на Мехико, район на берегу канала в Гамбурге, новая мэрия Таллина, Эстония, новая национальная библиотека Казахстана, проект высотного здания с низким энергопотреблением в Шэньчжэне, Китай, и Всемирная деревня женского спорта в Мальмё.
Четыре молодые практики, CEBRA, Cobe, Transform и Effekt, внесли свой вклад в проект CO-EVOLUTION: Датско-китайское сотрудничество в области устойчивого городского развития в Китае, который был удостоен Золотого льва на Венецианской биеннале архитектуры 2006 года. Проект был заказан Датский архитектурный центр и курировался датским архитектором-урбанистом Хенриком Валером и UiD. Все четыре практики позже выиграли громкие конкурсы в Дании и за рубежом. Effekt выиграла конкурс на новое здание Эстонской академии искусств в Таллине, у Transform есть проект на Ратушной площади в Копенгагене, а Cobe получила первую премию в конкурсе на создание крупнейшего в Скандинавии экологически чистого района в Нордхавене, Копенгаген.

Другие известные новые датские архитектурные практики включают Aart, Dorthe Mandrup Architects и NORD Architects.

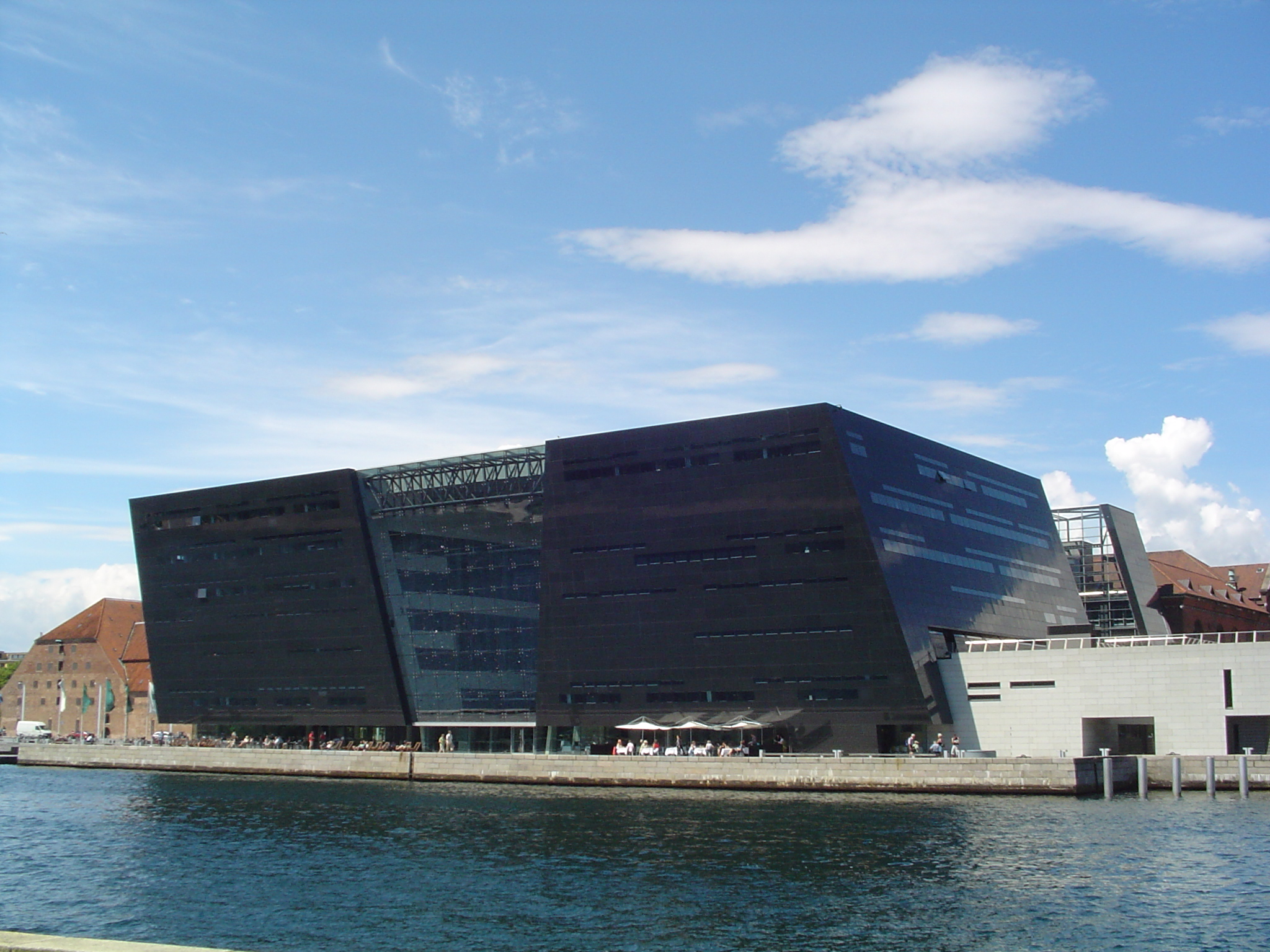
Лассен, Шмидт Хаммер[англ.] (1999),Черный Алмаз (Национальная библиотека)[англ.]
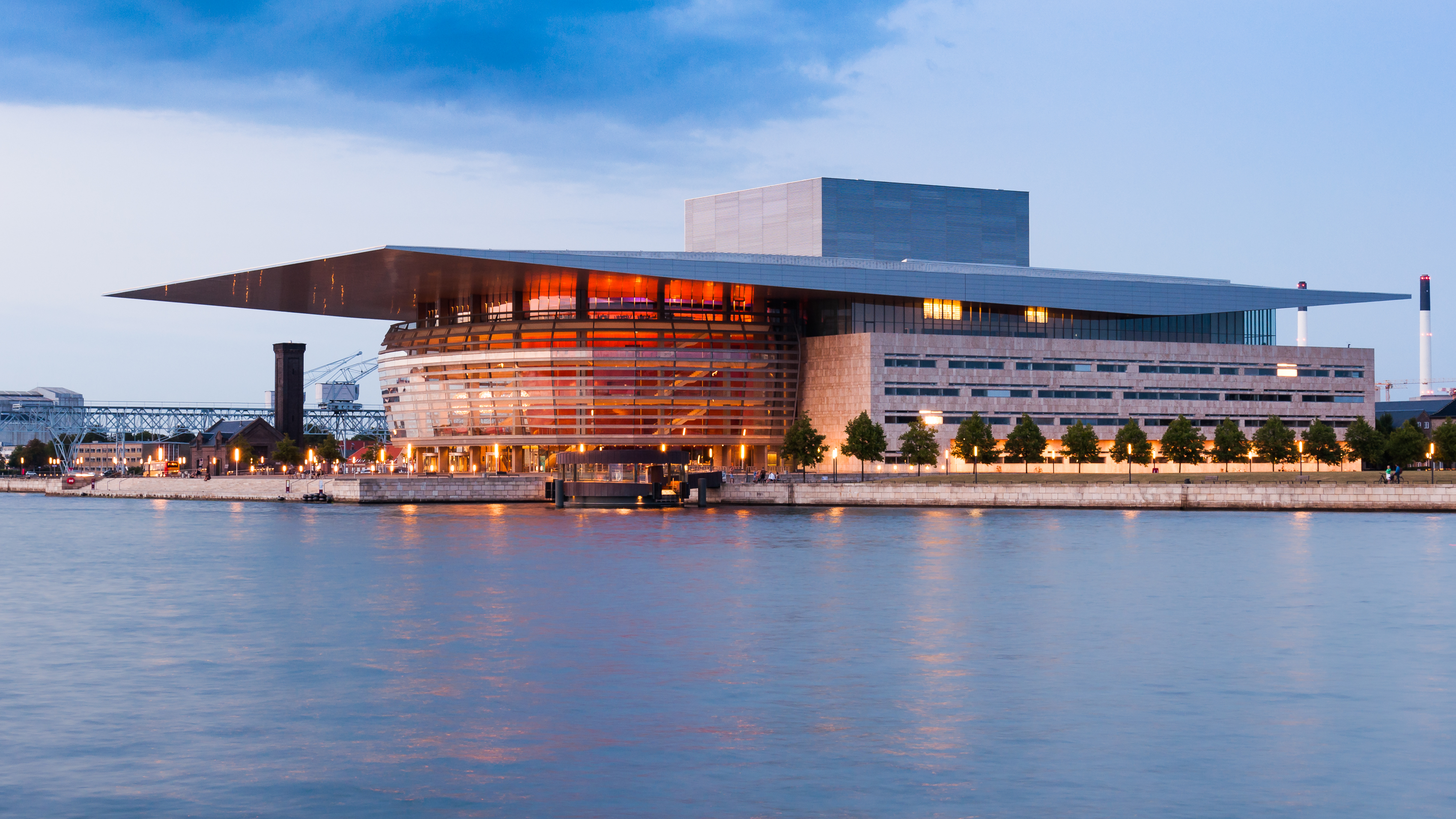
Хеннинг Ларсен[англ.] (2000–2004), Оперный театр Копенгагена
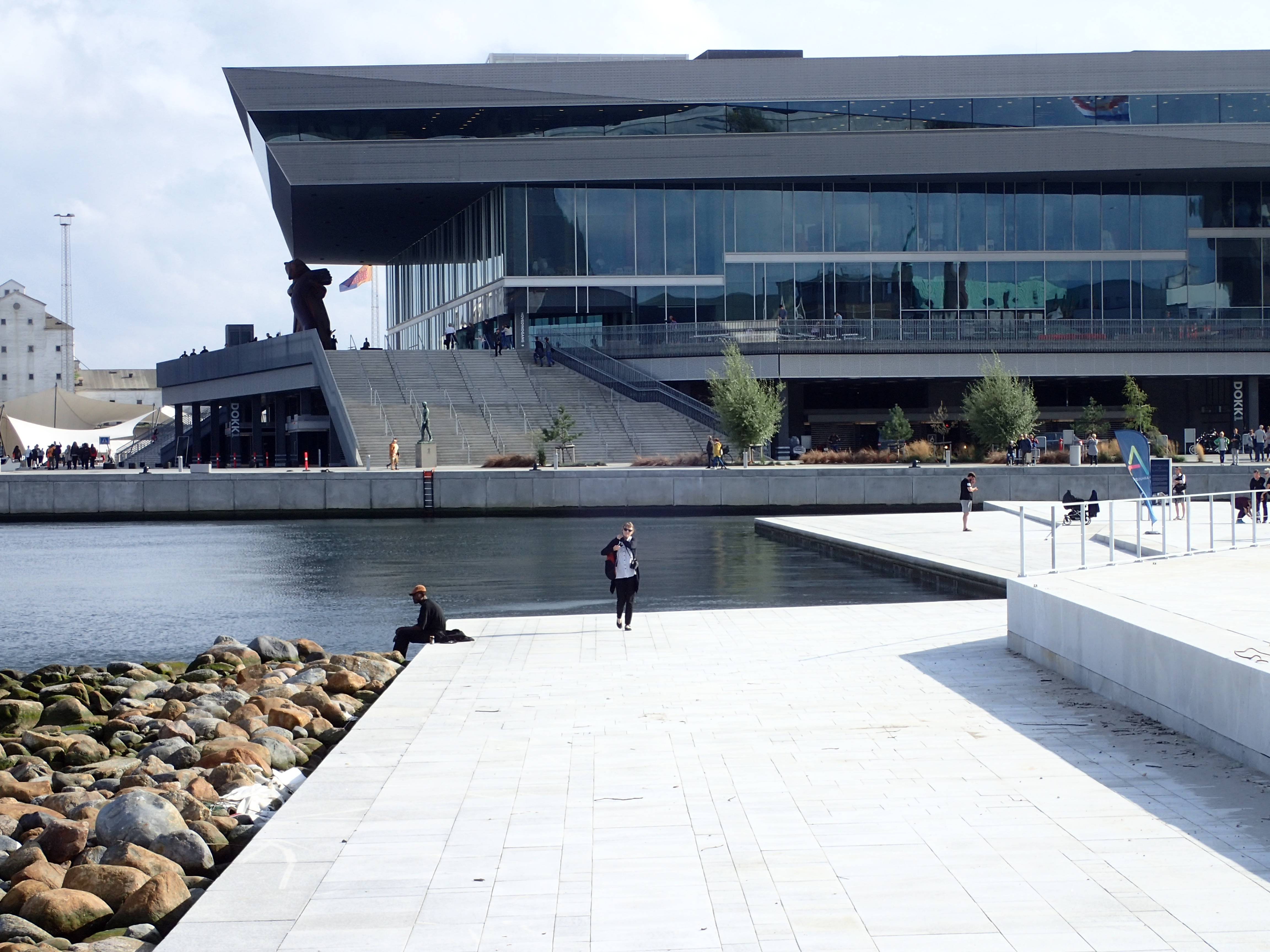
Хеннинг Ларсен[англ.] (2011–2017), культурный центр и площадь, Орхус
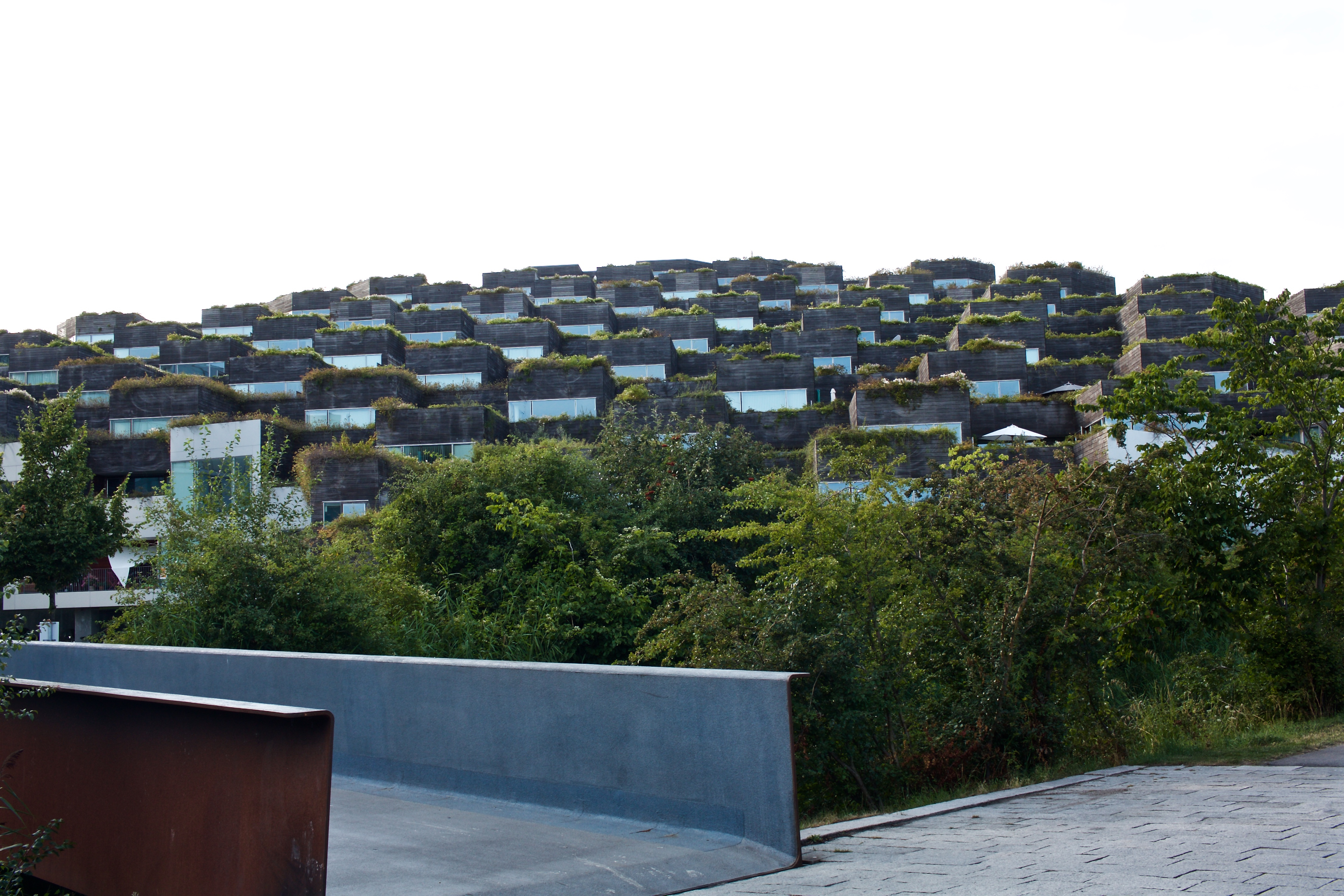
Ингельс, Бьярке, жилой комплекс Горные жилища[англ.], Эрестад